# Campanya dels Balcans (1914-1918)
|  | Aquest article tracta sobre la campanya de la Primera Guerra Mundial. Si cerqueu la campanya de la Segona Guerra Mundial, vegeu «Campanya dels Balcans». |

La Campanya del Balcans es va dur a terme durant la Primera Guerra Mundial, del 28 de juliol de 1914 fins al 29 de setembre de 1918, en el teatre d'operacions dels Balcans, incloent Romania. En aquesta campanya es van enfrontar les forces de la Triple Entesa (serbis, montenegrins, grecs, francesos, britànics, italians, romanesos i russos) contra les forces de les Potències Centrals (austrohongaresos, alemanys, otomans i búlgars).
La campanya dels Balcans va cobrir un immens territori de la península balcànica. Es va lluitar al territori de Sèrbia, Montenegro, Grècia, Albània, Bulgària i Romania. Els combats als Balcans es poden dividir en diversos fronts: Front de Sèrbia (juliol 1914 - novembre 1915), Front de Macedònia (novembre 1915 - juny 1918) i Front de Romania (agost 1916 - desembre de 1917). Els historiadors russos, consideren el front de Romania com a part de la lluita al front oriental, mentre que la majoria dels historiadors occidentals la inclouen dins de la campanya dels Balcans.
Els combats als Balcans van començar amb la declaració de guerra d'Àustria-Hongria contra el Regne de Sèrbia i el Regne de Montenegro. La campanya austrohongaresa de 1914 va fracassar, ja que no va reeixir superar la resistència de les tropes sèrbies. A final de 1914, el front dels Balcans s'havia estabilitzat en una guerra de trinxeres.
A la tardor de 1915, les forces combinades austrohongareses i alemanyes van atacar les forces sèrbies. A més, les tropes búlgares van entrar a la guerra com aliats dels austrohongaresos i alemanys, i van llançar una ofensiva contra Sèrbia des de l'est, però les tropes anglo-franceses havien desembarcat a Tessalònica; les tropes sèrbies es van veure obligades a retirar-se a Albània, on van ser evacuades a Corfú. Després de l'ocupació completa de Sèrbia i Montenegro per les Potències Centrals, les tropes de Sèrbia i Montenegro es van unir a la Tripe Entesa a Tessalònica, on van obrir el front de Macedònia.
L'agost de 1916, després d'una sèrie d'èxits inicials al front de Transsilvània, obert a Romania quan va entrar a la guerra al costat de l'Entesa, l'exèrcit romanès va ser aixafat per una ofensiva austrohongaresa-germano-búlgara i la major part del territori del país va ser ocupat.
Al setembre de 1918, la lluita al front de Macedònia va ser poc intensa, ja que les forces aliades angleses, franceses, sèrbies i gregues (Grècia va entrar en la guerra al costat dels aliats el 1917) va reeixir a derrotar a Bulgària. Bulgària va demanar l'armistici el 29 de setembre del mateix any.

## Antecedents

### Les causes de la Primera Guerra Mundial en els Balcans
La península dels Balcans ha estat anomenada «el polvorí d'Europa». Havien sigut conquerits al segle xv per l'Imperi Otomà i els pobles de la regió havien hagut de suportar el jou otomà durant molts segles. Amb el temps, amb el desenvolupament de l'Imperi Austrohongarès es van manifestar desitjos multinacionals i de la seva hegemonia a la regió. Les petites nacions dels Balcans van provocar una sèrie de guerres d'alliberament nacional.
A la meitat del segle xix, a la regió es van començar a formar moderns estats independents (Grècia, Sèrbia, Romania i Bulgària). Després de la seva independència, els nous estats van haver d'enfrontar-se a un nou enemic, l'Imperi austrohongarès, que tractava d'estendre la seva esfera d'influència als Balcans.
Alguns d'aquests països van tractar d'assegurar la seva independència a través d'aliances, com la Lliga Balcànica, i recolzats activament per l'Imperi Rus, desitjosos d'influir en els esdeveniments a la regió. Els membres de la Lliga Balcànica eren Bulgària, Grècia, Sèrbia i Montenegro. Van tractar de recuperar territoris de l'Imperi Otomà habitats per serbis, búlgars, grecs, i expulsar els otomans dels Balcans. Malgrat que els búlgars formaven part de la lliga, aviat van abandonar-la.

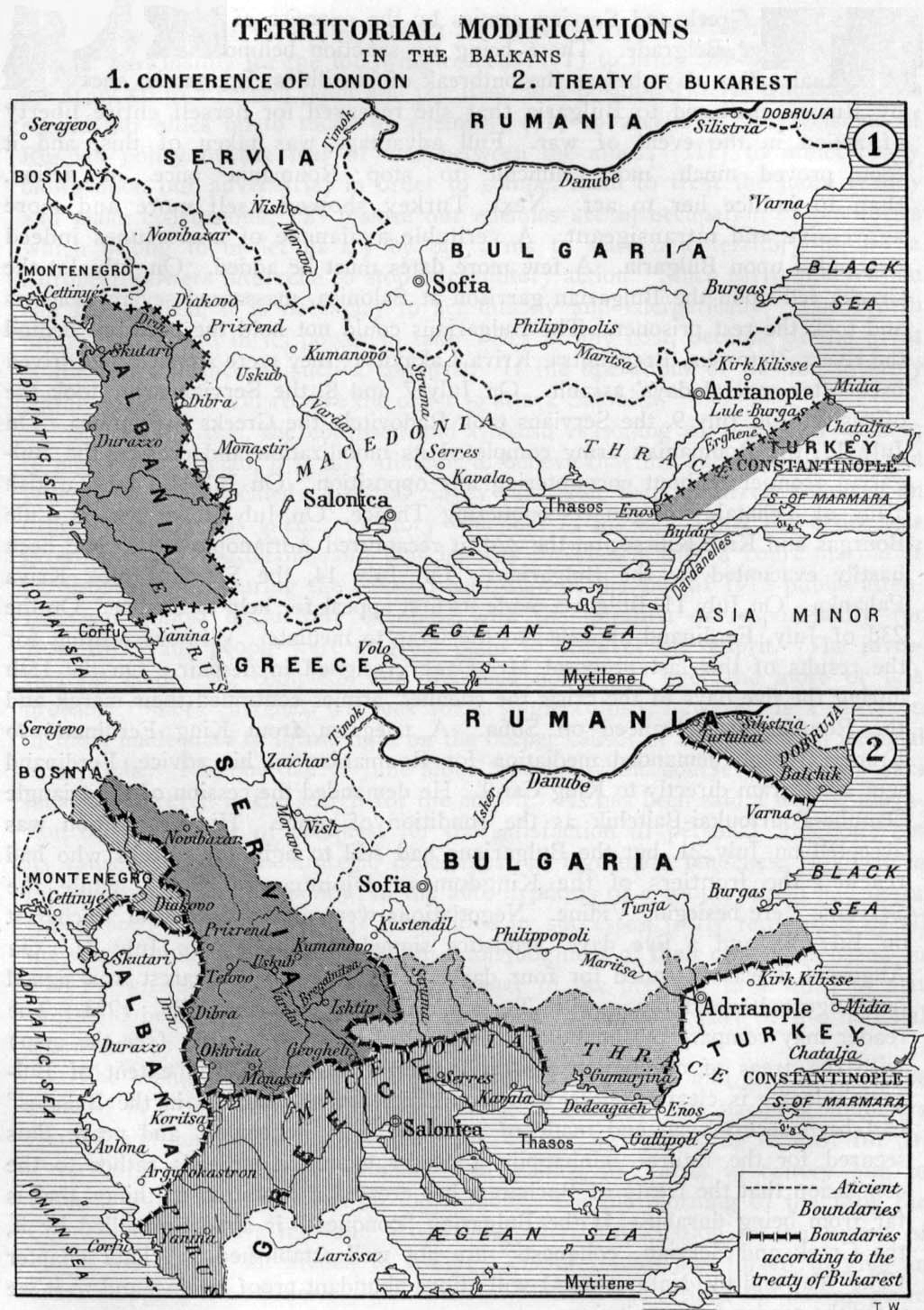
Fronteres dels estats balcànics després de les guerres balcàniques (1912-1913)

Els països balcànics esperaven ampliar els seus territoris a costa de l'Imperi Otomà. El Regne de Bulgària volia conquerir tots els Balcans orientals. El Regne de Sèrbia volia conquerir una sortida a la mar Adriàtica en ocupar Macedònia i Albània. El Regne de Montenegro volia conquerir els principals ports otomans i Sandžak. Per la seva banda, el Regne de Grècia volia expandir el seu territori per la costa otomana.
Els conflictes entre els països dels Balcans es van aguditzar i es va iniciar la Primera Guerra Balcànica, on la Lliga Balcànica va aconseguir derrotar a l'Imperi Otomà. Totes les possessions europees dels otomans, amb excepció d'Istanbul i els seus voltants, van quedar sota el control dels vencedors.
La victòria no va significar la fi del conflicte a la regió. Les potències vencedores van entrar en disputa pels seus territoris recentment conquerits (Sèrbia i Bulgària van entrar en conflicte per Macedònia; Grècia i Bulgària per la regió de Tràcia; Romania tenia reivindicacions territorials sobre Dobrudja Meridional). Aquestes disputes van donar lloc a l'esclat de la Segona Guerra Balcànica, on Sèrbia, Grècia, Romania, Montenegro i l'Imperi Otomà es van aliar contra Bulgària, que la van derrotar ràpidament. Com a resultat de la Segona Guerra dels Balcans, Macedònia va ser dividida entre Grècia i Sèrbia, l'Imperi Otomà va recuperar una petita part de les seves possessions europees, i Romania va ocupar Dobrudja Meridional.

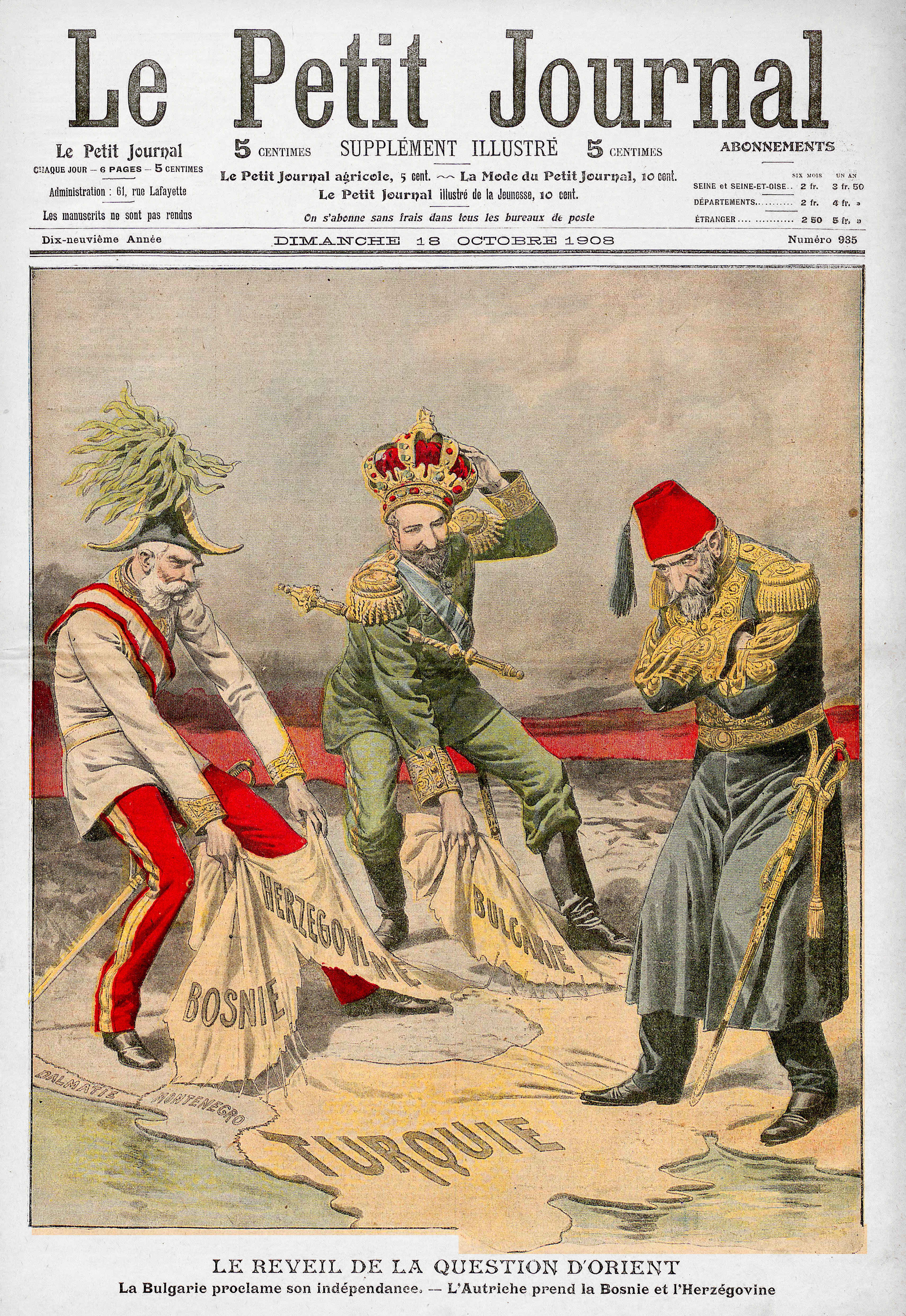
Portada del diari francès Le Petit Journal sobre la crisi de Bòsnia (1908)

El 1908-1909 va sorgir l'anomenada «crisi de Bòsnia», on l'Imperi Austrohongarès, recolzat per l'Imperi Alemany, va mostrar la seva voluntat d'afirmar la seva hegemonia a la regió ocupant i annexionant Bòsnia i Hercegovina. L'ocupació d'aquesta regió representava per a Sèrbia un atac en contra dels seus interessos, ja que a Bòsnia i Hercegovina havia una gran població sèrbia i, ocupant aquest territori, els hauria proporcionat una sortida molt necessària a la mar Adriàtica. A més, Belgrad temia que l'annexió de Bòsnia i Hercegovina fos la primera etapa perquè Àustria-Hongria ocupés Sèrbia.
Àustria-Hongria sabia com actuar per obtenir el reconeixement internacional de l'annexió de Bòsnia. L'Imperi Rus va actuar amb cautela a causa de l'aliança entre Alemanya i Àustria-Hongria, i va admetre a contracor l'annexió de Bòsnia i Hercegovina. Sèrbia, aliada de Rússia, també es va veure obligada a reconèixer l'annexió. Això va ser una derrota diplomàtica indigesta per a Belgrad i Sant Petersburg. Els serbis van tenir una actitud diferent i va començar a aparèixer l'organització secreta de caràcter terrorista Mà Negra (en serbi: Црна рука, Crna Ruka), que va lluitar per la unificació de Bòsnia amb Sèrbia. Alhora, Viena temia que podria perdre la província bòsnia de Voivodina, ja que tenia una població sèrbia significativa.
Les posicions polítiques nacionalistes radicals es van enfortir després de les victòries en les guerres balcàniques a causa de l'annexió. A l'exèrcit i l'administració sèrbia hi havia molts activistes de Mà Negra, que es van col·locar en posicions importants. L'organització secreta va ser recolzada per persones dels nivells més alts del govern serbi. Mà Negra actuava al territori austrohongarès per desestabilitzar la situació política als territoris habitats pels eslaus.
El 1913, les tropes sèrbies van entrar a Albània, el que agreuja encara més les tensions als Balcans. Sèrbia es va veure obligada a retirar-se com a resultat de la pressió internacional, i la crisi a Albània va ser utilitzada pels austrohongaresos per presentar als serbis com agressors potencials i enemics de la pau.
La rivalitat entre Sèrbia i Àustria-Hongria pel control de territoris habitats pels eslaus meridionals va ser la raó principal de l'esclat de la guerra.

### L'atemptat de Sarajevo
Els serbis mai van acceptar l'annexió de Bòsnia i Hercegovina per Àustria. A Sèrbia van començar a aparèixer organitzacions nacionalistes clandestines, que tenien com a objectiu principal l'alliberament de Bòsnia del domini d'Àustria-Hongria. El grup clandestí més potent i ben organitzat era La Mà Negra, que militava per a la unificació de Bòsnia amb Sèrbia, com l'organització Mlada Bosna (Jove Bòsnia).

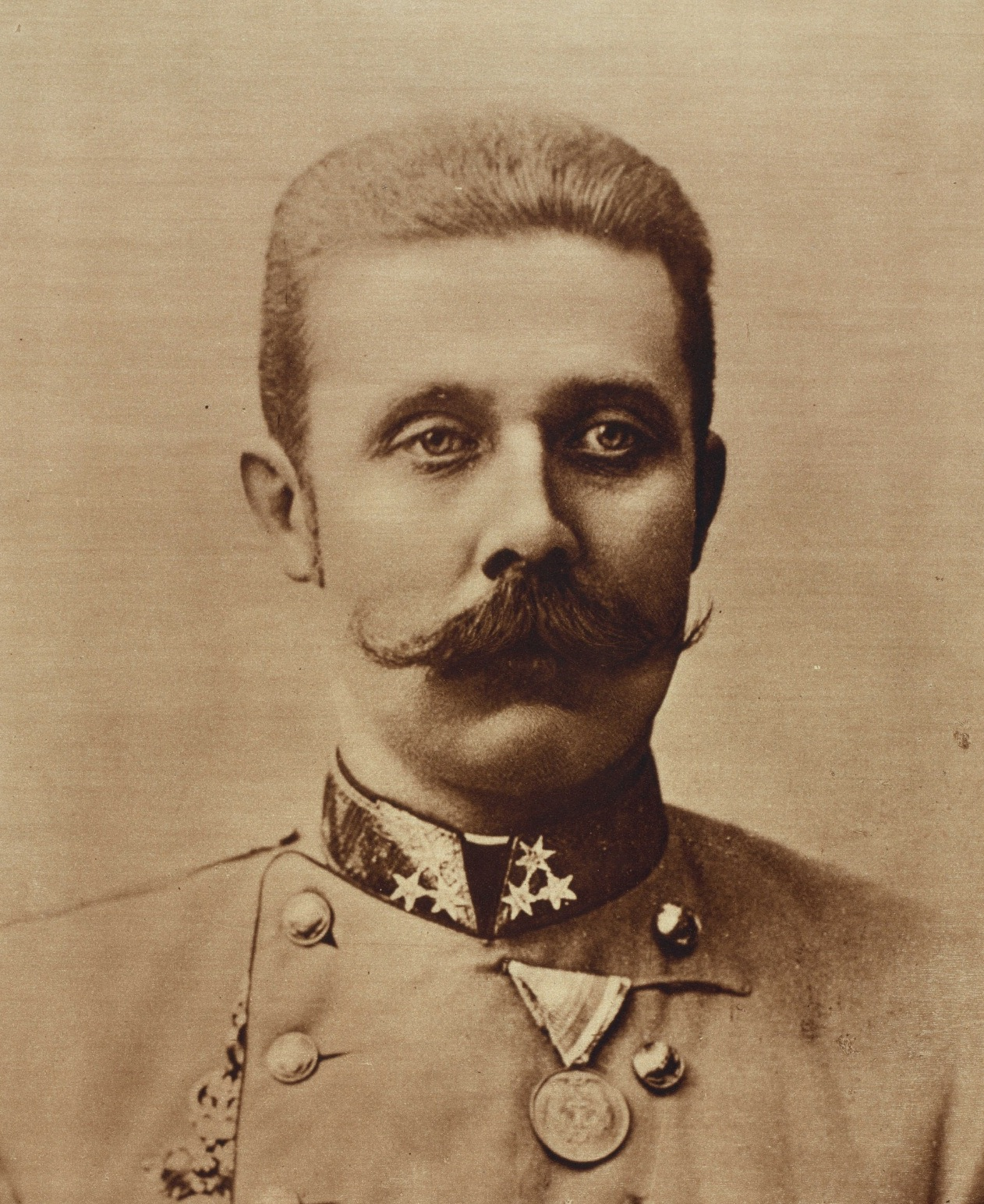
Arxiduc Francesc Ferran d'Àustria

A final de juny de 1914, l'hereu presumpte de l'Imperi Austrohongarès l'arxiduc Francesc Ferran d'Àustria i la seva esposa Sofia Chotek van arribar en una visita a Sarajevo, la principal ciutat de Bòsnia. Francesc Ferran era considerat un defensor de la idea de la «triple monarquia» Àustria-Hongria-Eslau. L'aparició d'un tercer regne eslau hauria representat una amenaça política per a Sèrbia, que havia assumit el paper d'abanderat de la lluita per l'emancipació dels eslaus meridionals.
Els militants nacionalistes de la Jove Bòsnia van considerar l'organització d'un intent d'assassinat de l'arxiduc Francesc Ferran a Sarajevo. L'atac va ser realitzat per sis conspiradors.

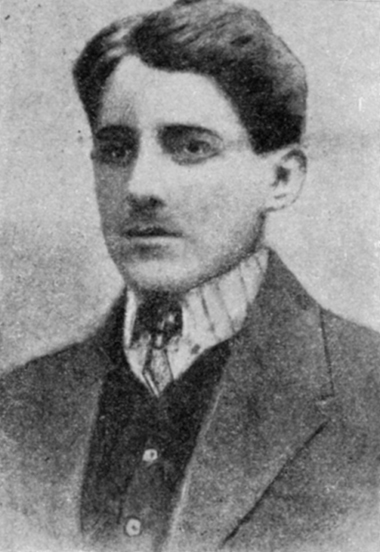
Gavrilo Princip

El 28 de juny de 1914, Francesc Ferran va arribar a Sarajevo en tren per invitació del General Oskar Potiorek, governador Bòsnia i Hercegovina. Des de l'estació, els sis cotxes de l'arxiduc es van dirigir en processó cap al centre de la ciutat. Els conspiradors es van col·locar al llarg de la ruta de la processó oficial. Nedeljko Čabrinović va llançar una granada contra el cotxe de l'arxiduc, però va errar el blanc i va ser arrestat per la policia. Semblava que l'intent va fracassar. Després que Francesc Ferran finalitzés un discurs a l'ajuntament, va expressar el seu desig de visitar els ferits de l'atac a l'hospital. Encara Potiorek va decidir que el cotxe de l'arxiduc seguís una ruta segura, per una raó que actualment queda objecte de debat, el conductor va seguir un altre camí i va portar l'arxiduc i la seva esposa al costat del conspirador Gavrilo Princip. Princip va córrer cap al cotxe i va disparar, primer l'esposa de l'arxiduc i després el mateix Francesc Ferran. Després de l'atac, Princip va tractar d'enverinar-se, però el verí no li va fer efecte i va ser capturat viu.
Immediatament després de l'assassinat de l'arxiduc a Sarajevo, van tenir lloc a Àustria-Hongria atacs contra els serbis. Els sis conspiradors van ser arrestats. Un d'ells va dir durant la investigació que les granades i les armes van ser fornides per Belgrad. Aquesta declaració va ser utilitzada per les autoritats austrohongareses per acusar Sèrbia de donar suport als terroristes.

### La crisi de juliol
Des de 1913, Àustria-Hongria va tractar d'atacar Sèrbia per eliminar la principal amenaça de la seva supremacia als Balcans, però fins llavors no tenia cap base legal. L'assassinat de l'arxiduc Francesc Ferran va ser la raó perfecta per declarar la guerra. Un dia després de l'atac, el ministre de Relacions Exteriors d'Àustria-Hongria, el comte Leopold Berchtold, va escriure al primer ministre István Tisza i va informar de les intencions d'utilitzar el «crim de Sarajevo per a l'arranjament de comptes amb Sèrbia». Mentrestant, l'emperador d'Àustria-Hongria, Francesc Josep I, va rebre garanties de l'emperador alemany Guillem II que tindria el suport alemany en el conflicte amb Sèrbia. El Govern d'Àustria-Hongria va prendre la decisió final sobre el conflicte amb Sèrbia el 19 de juliol.
El 23 de juliol, Àustria-Hongria va lliurar un ultimàtum a Sèrbia amb deu punts. El paràgraf cinquè obligava Sèrbia a acceptar la col·laboració en territori serbi d'òrgans del govern austrohongarès per la supressió del moviment subversiu dirigit contra la integritat territorial d'Àustria-Hongria. El compliment d'aquest punt per part dels serbis hauria conduït a una greu violació de la seva sobirania i constitució. L'ultimàtum s'havia disposat perquè no fos acceptat, ja que el govern austrohongarès buscava d'aquesta manera un casus belli per obtenir una guerra.

Aliances militars europees (1914)

El govern serbi va acceptar nou punts de l'ultimàtum (tots menys el cinquè). Com no va acceptar aquest punt, els austrohongaresos ho van interpretar com un rebuig total de l'ultimàtum. El personal diplomàtic austrohongarès va abandonar Belgrad. L'Imperi Rus va proposar a Àustria-Hongria celebrar negociacions sobre la resposta sèrbia, i l'Imperi Britànic, França i el Regne d'Itàlia van proposar als austrohongaresos de discutir aquest tema en una conferència amb les grans potències europees, però Àustria-Hongria es va negar a participar en qualsevol negociació. El príncep-regent de Sèrbia, Alexandre I, va demanar suport a l'emperador rus Nicolau II, que va dir públicament que ajudaria Sèrbia.
Després de rebutjar totes les propostes de pau, Àustria-Hongria va declarar la guerra a Sèrbia al 28 de juliol de 1914. 
El 31 de juliol, Francesc Josep va signar el decret de mobilització general d'Àustria-Hongria. El 29 de juliol, Nicolau II va ordenar la mobilització general de Rússia. L'endemà, Alemanya va demanar a Rússia que deixés els preparatius per a la guerra i el tsar va fer un últim intent per aturar la guerra, però les propostes russes per reprendre les negociacions de pau van ser rotundament rebutjades pels austrohongaresos.
L'1 d'agost de 1914, l'Imperi Alemany va declarar la guerra a l'Imperi Rus. Dos dies més tard, França va declarar la guerra a Alemanya, seguit per l'Imperi Britànic el 4 d'agost. La Primera Guerra Mundial havia començat.

## Característiques del teatre d'operacions dels Balcans
El teatre d'operacions dels Balcans s'estenia pel territori de Montenegro, Albània, Sèrbia, Bulgària i algunes regions de Grècia algunes. Al nord, el front s'estenia al llarg dels rius Sava i Danubi; serpentejava a l'est per les ciutats Lom, Sofia i Kavala; el sud de Kavala, el llarg de la costa de la mar Egea i l'oest formaven part de la Campanya de l'Adriàtica. El front s'estenia uns 400 km de longitud i una amplada de 300 km.

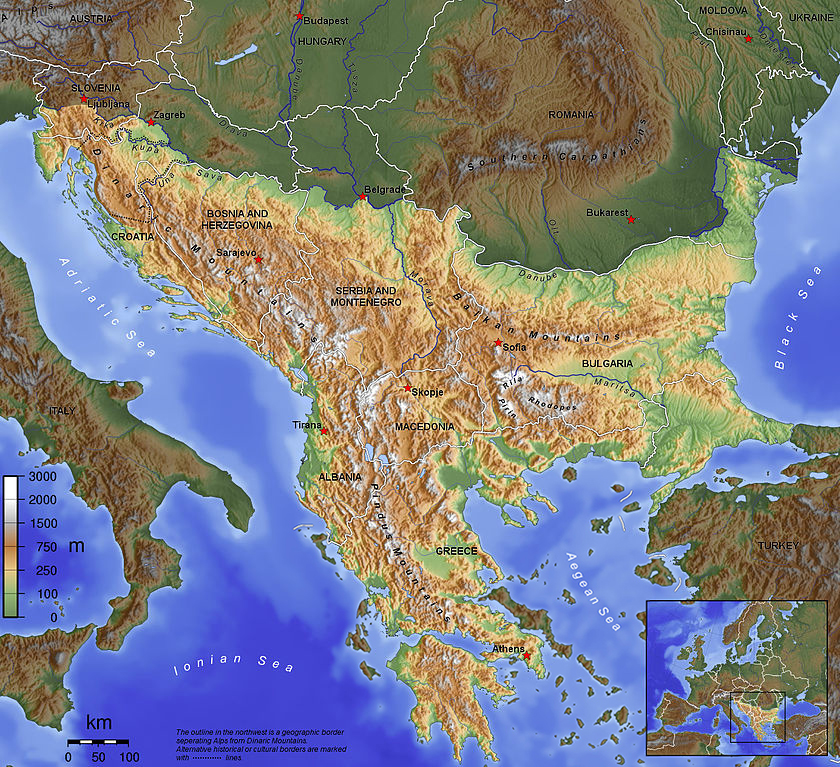
Topografia dels Balcans

La major part d'aquest territori és muntanyós i les planes només apareixen al llarg de les valls dels rius i de la costa. Els combats que es van lliurar al front del nord es van fer en terreny muntanyós fins a 2.600 m d'altitud. Al front central a Sèrbia, l'altitud a la qual van lluitar és d'entre 1.000 i 1500 m. A l'oest de Sofia, la serralada dels Balcans arriba fins als 2.400 m.
L'exèrcit serbi va ser capaç d'utilitzar la configuració del terreny a favor seu, tant al front amb els austrohongaresos com al front amb els búlgars. Una sèrie de cadenes muntanyoses formades al llarg dels rius serbis Drina i Timok els va permetre organitzar una defensa molt eficaç. Per tant, les principals batalles es van lliurar a la zona central, cap a Belgrad (al nord) i a Tessalònica (al sud).
Els rius més importants dels Balcans són el Danubi i els seus afluents Drina i Sava. El Danubi, en el seu pas per Belgrad, té una amplada entre 1,5 i 1,9 km, amb una profunditat de catorze metres. Per aquesta raó, creuar el Danubi i el Sava era molt difícil i al mateix temps es va poder organitzar una defensa molt eficaç al llarg de 400 km. Hi havia també rius més petits que creuen la regió, com el Velika Morava, Vàrdar i Struma.
La combinació de molts factors (terreny muntanyós, poques carreteres, problemes de subministrament, l'escassetat de municions) van dificultar les operacions militars. A excepció de les regions costaneres de la mar Egea, va ser necessari en tots els fronts soldats especialitzats en el combat de muntanya. Degut a la pobresa de la regió, les tropes van haver de portar el subministrament a grans distàncies. D'altra banda, Sèrbia no tenia una indústria de defensa ben desenvolupada i, per tant, depenien dels seus aliats. El govern de Sèrbia va demanar a la Triple Entesa durant tota la guerra que els proveïssin amb armes, municions, medicines i altres equipaments militars.

## Les forces armades i els plans de batalla

### Imperi Austrohongarès

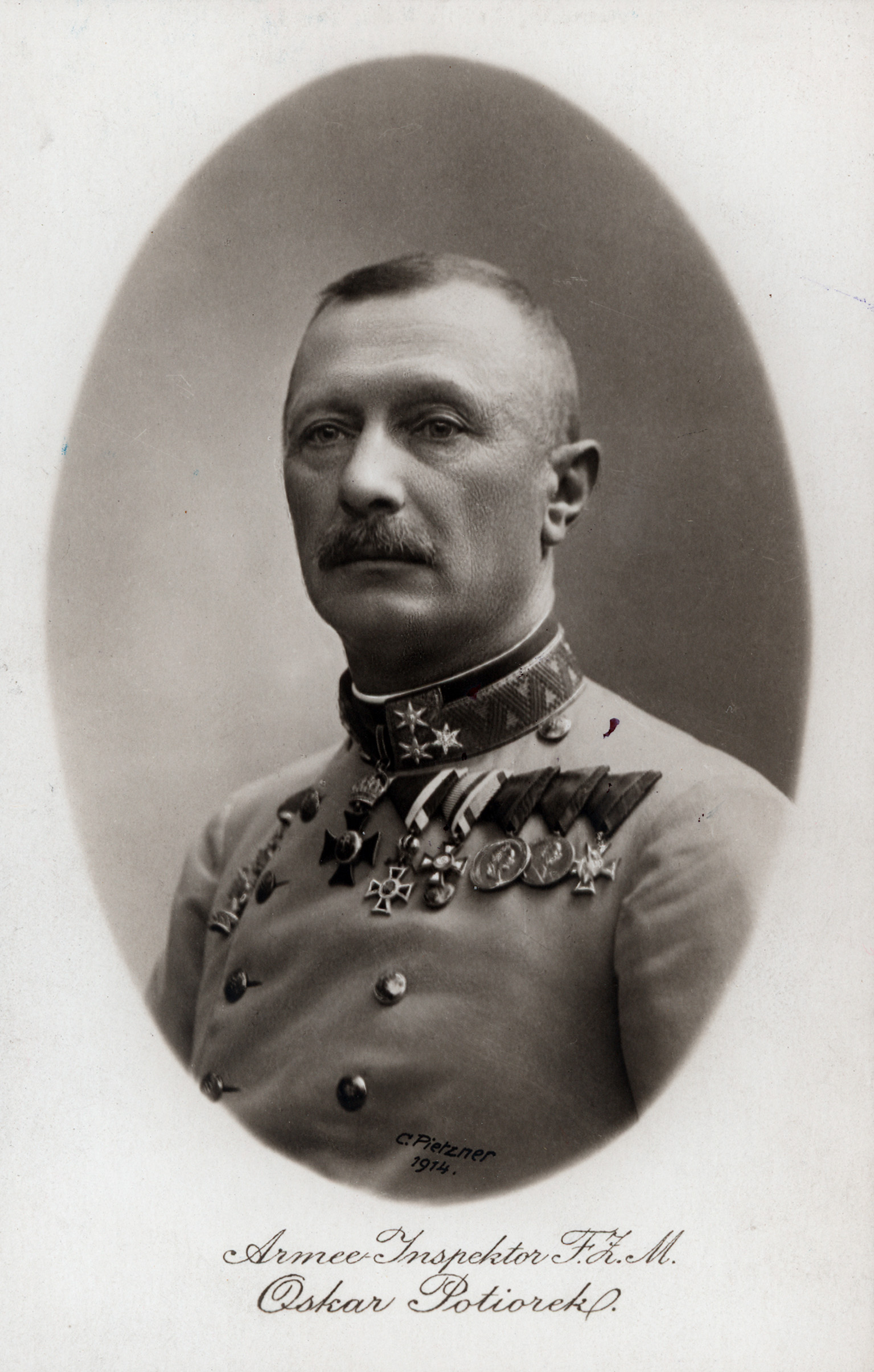
Oskar Potiorek

Àustria-Hongria va mobilitzar contra Sèrbia 239 batallons, 37 esquadrons, 516 peces d'artilleria i 392 metralladores. Aquestes tropes van ser comandades pel general Oskar Potiorek.
- 2n Exèrcit. Es va col·locar al llarg dels rius Sava i Danubi. La seva participació en la campanya va ser insignificant i finalment va ser traslladat a Galítsia.
- 5è Exèrcit. Es va col·locar a la riba esquerra del Drina fins a la seva confluència amb el Sava. Tenia un efectiu de 80.000 homes.
- 6è Exèrcit. Es va col·locar a Bòsnia, entre Sarajevo i la frontera amb Sèrbia. Tenia un efectiu de 60.000 homes.[15]

L'exèrcit austrohongarès superava als exèrcits dels seus enemics balcànics en tots els aspectes: tropes, armes i equipaments militars. La infanteria austrohongaresa estava equipada amb fusells Mannlicher M1895 i amb metralladores semipesades Schwarzlose M1907. A diferència dels serbis i dels montenegrins, els austrohongaresos tenien una força aèria (la Luftfahrtruppen K.u.K.) i una armada (la K.u.K. Kriegsmarine), que proporcionaven un bloqueig total de les aigües territorials de Montenegro i que podien donar suport a les operacions terrestres en la zona del litoral. A banda de flota marítima, els austrohongaresos tenien una flotilla militar al Danubi. L'exèrcit austrohongarès estava equipat amb artilleria moderna, excepte els canons de muntanya que eren models obsolets. La indústria militar austrohongaresa estava ben desenvolupada i va fer que les seves tropes no els faltés armes o municions durant tota la guerra.

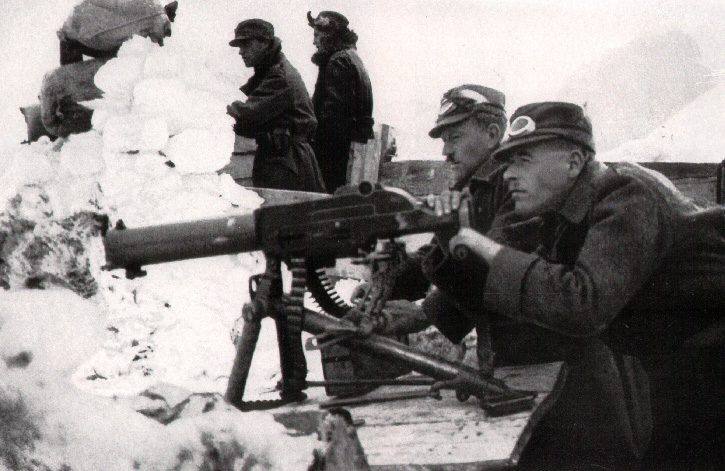
Soldats austrohongaresos amb una Schwarzlose M1907

En els plans de batalla austrohongaresos contra Sèrbia estava previst organitzar tres exèrcits. Els tres exèrcits havien d'envair Sèrbia i Montenegro, i envoltar l'exèrcit serbi pels flancs. Mentrestant, l'alt comandament alemany va demanar a Àustria-Hongria que enviés les seves principals forces a Galítsia per a lluitar contra l'exèrcit rus. Per a respondre la sol·licitud alemanya, els austrohongaresos van moure el 2n Exèrcit (~ 190.000 soldats) a Galítsia.
Per aquesta raó, el comandant de les forces austrohongareses, el general Oskar Potiorek va concebre un nou pla d'ofensiva contra Sèrbia i Montenegro. El 7è Cos de l'Exèrcit, col·locat al curs inferior del riu Sava, tenia la funció de distracció. L'atac decisiu ho havien de fer el 4è i el 13è Cos, i part del 15è i el 16è Cos. La resta dels 15è i 16è Cos havien d'atacar a l'exèrcit de Montenegro. El 9è Cos es va mantenir en reserva. El comandament austrohongarès volia aprofitar la densa xarxa ferroviària de Banat per a atacar amb èxit Belgrad, i posteriorment avançar de forma planificada a través del territori serbi per les valls dels rius Kolubara, amb l'objectiu final de la conquesta de la zona fortificada del centre del país, Kragujevac. El problema d'aquest pla era que l'exèrcit austrohongarès estava obligat a creuar els rius principals: el Danubi i el Sava. Una segona versió del pla, que preveia un atac al riu Drina, era més fàcil d'implementar i els austrohongaresos podrien defensar millor els seus flancs i mitigar els riscos d'un atac prolongat, però per altra banda, en la direcció de l'atac hi havia poques carreteres i pobles de muntanya, que eren un avantatge per a la defensa sèrbia.

### Sèrbia

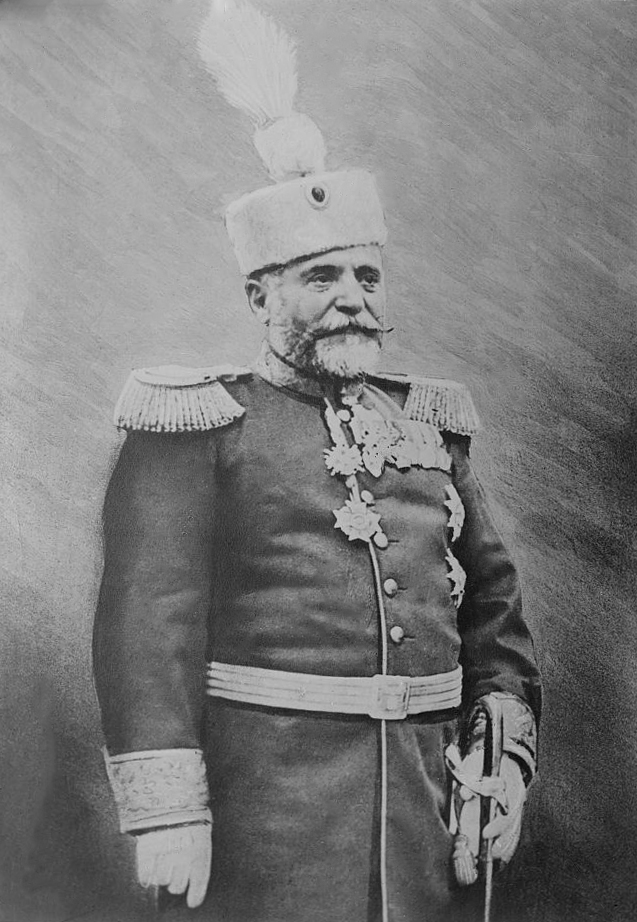
Radomir Putnik

Sèrbia va desplegar quatre exèrcits de campanya, formats per 247.000 soldats i 610 peces d'artilleria. Va ser nomenat comandant en cap el Príncep regent Alexandre I, però el control efectiu de l'exèrcit el va tenir cap de l'Estat Major, el general Radomir Putnik.
- 1r Exèrcit. Es va concentrar en els districtes de Palanka, Pacea i Topola.
- 2n Exèrcit. Exèrcit mòbil, concentrat a la zona de la capital, Belgrad.
- 3r Exèrcit. Exèrcit mòbil, concentrat a la regió de Valjevo.
- 4t Exèrcit. Defensava la part superior del riu Morava i servia d'enllaç amb les forces de Montenegro.[18]

Després de finalitzar de les dues guerres balcàniques, Sèrbia no va tenir prou temps per a rearmar-se. El fusell que encara feia servir la infanteria sèrbia era el Mauser 98, i l'exèrcit manifestava una mancança d'armes, de municions i d'equips tècnics. La majoria dels models d'artilleria eren tècnicament obsolets i només tenien 48 canons pesats. D'altra banda, Sèrbia no havia desenvolupat la seva pròpia indústria militar i no tenia ni aviació ni armada.
Després de les guerres balcàniques, les forces armades de Sèrbia es van reorganitzar completament. El nombre de divisions es va incrementar de 5 a 10. Les divisions de l'exèrcit de la terra no estaven enumerades, però tenien el nom de la regió d'origen. Les cinc divisions antigues s'anomenaven Moràvia, Šumadija, Dunav, Timok i Drina. Després de la victòria de les guerres balcàniques, els nous territoris annexats a Sèrbia van donar els noms dels cinc regiments nous: Kosovo, Vàrdar, Ibar, Bregalnica i Monastir. A l'esclatar la guerra, Sèrbia van poder mobilitzar 12 divisions d'infanteria i una cavalleria, que es van organitzar en quatre exèrcits. Els serbis tenien dues versions del pla de batalla contra Àustria-Hongria, en funció de l'existència d'una aliança amb Rússia.

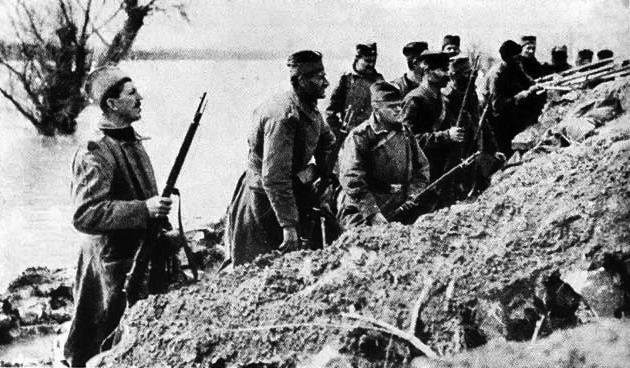
Infanteria sèrbia en Ada Ciganlija, al riu Sava, (1914)

Els serbis van col·locar els seus exèrcits de la següent manera: el 1r Exèrcit havia de defensar el Danubi; el 2n Exèrcit es va concentrar al voltant de la capital; el 3r Exèrcit es va col·locar a la regió de Valjevo; el 4t Exèrcit va ser col·locat a la part superior del Morava, fent d'enllaç amb forces de Montenegro. Com a resultat d'aquesta divisió, de les 12 divisions d'infanteria i una de cavalleria, 8 van formar un grup mòbil, que cobria la línia de defensa natural dels rius Danubi, Sava i Drava. Les divisions de reserva del 3r Exèrcit tenien la missió de salvaguardar contra l'atac búlgar usant les barreres naturals dels rius Timok, Morava i les muntanyes de la zona.
Els serbis coneixien l'existència de dues versions del pla dels austrohongaresos (el de l'atac al nord, el Danubi i el Sava, i el de l'oest pel riu Drina) i van concentrar les vuit divisions mòbils a la part central del país, a igual distància dels dos sectors.
Una vegada que van estar segurs de l'aliança amb Rússia, els serbis es van adonar que els austrohongaresos es trobaven en una situació difícil, ja que es veurien obligats a lluitar en dos fronts: el dels Balcans i el de Galítsia. Per tant, es van prendre en consideració la possibilitat que realitzar una ofensiva en la riba del riu Sava, en les regions de Kolubara i Šabac. El 9 d'agost, el 2n Exèrcit va rebre l'ordre per dur a terme una missió de reconeixement de la zona. Els intents d'organitzar una ofensiva sèrbia a Bòsnia i a Srem no van tenir l'èxit.

### Montenegro

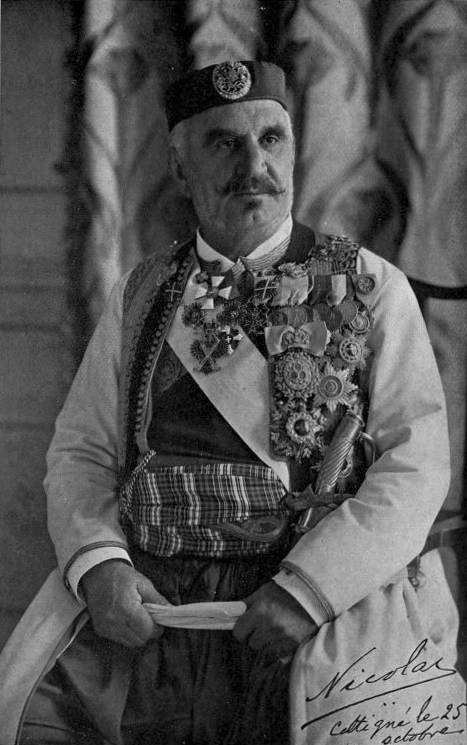
Nicolau I de Montenegro

Montenegro va desplegar 6 divisions, és a dir, entre 45.000 i 60.000 soldats, 100 peces d'artilleria i 100 per a lluitar en la muntanya. El comandant en cap era el rei Nicolau I de Montenegro.
La infanteria de Montenegro estava armada amb el fusell rus Mosin-Nagant. Igual que Sèrbia, Montenegro no tenia ni indústria militar ni aviació pròpia, en canvi, els montenegrins van poder col·locar 100 canons a les muntanyes que els va permetre aconseguir un avantatge important. Montenegro tampoc tenia una armada, i això va permetre als vaixells de guerra austrohongaresos establir un bloqueig marítim en aigües territorials montenegrines des del primer dia de la guerra.
Montenegro va mobilitzar 6.000 soldats a Sandžak i 29.000 soldats a la frontera amb Àustria-Hongria. Les principals forces militars es van quedar a l'interior del país.
La correcta col·locació de les forces sèrbies i montenegrines, en combinació amb l'ús de mètodes de guerra de guerrilla, els van permetre suportar durant molt de temps l'atac austrohongarès, malgrat la manca d'aliats i de la contínua escassetat de municions i provisions.

## Campanya de 1914

### Els primers enfrontaments
Els combats van començar en el front dels Balcans el 28 de juliol de 1914, immediatament després de la presentació de la declaració de guerra, quan l'artilleria de la flotilla austrohongaresa del Danubi va començar a bombardejar Belgrad. L'ofensiva general austrohongaresa va començar el 12 d'agost, després de les concentracions de tropes. En el flanc nord va entrar en acció el 2n Exèrcit (que encara no havia estat traslladat al front oriental, a Galítsia). El 15 d'agost, el 2n Exèrcit va atacar la ciutat de Šabac. Les forces del 5è i 6è Exèrcit van començar a forçar amb èxit el curs del riu Drina durant quatre dies.

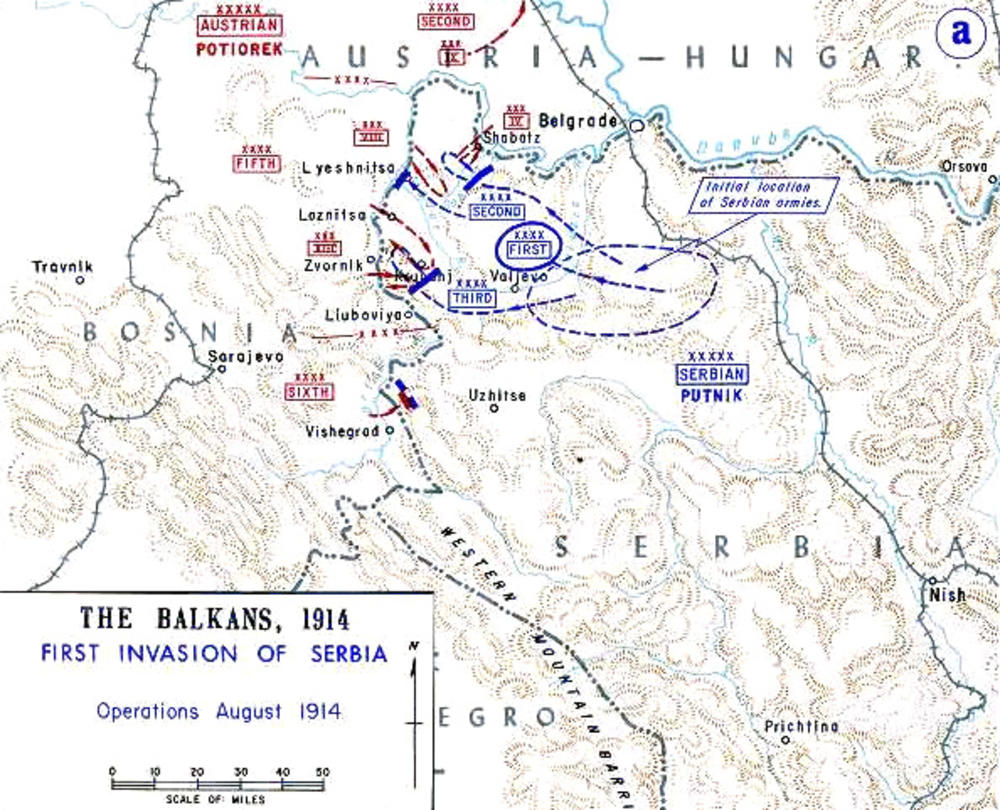
La primera batalla al front de Sèrbia

Les tropes austrohongareses van ser rebudes pels 2n i 3r Exèrcit serbi, i al 16 d'agost van començar a lluitar a Šabac i a Slatina, on els serbis van poder repel·lir els atacs austrohongaresos. En el front, el 3r Exèrcit serbi es va veure obligat a retirar-se després del començament dels atacs, però l'endemà van contraatacar i van aconseguir trencar les línies austrohongareses a Loznica. Per evitar el col·lapse del front, el comandament austrohongarès es va veure obligat a utilitzar una part dels efectius del 2n Exèrcit, retardant així el seu enviament al front de Galítsia.
El 20 d'agost, les tropes sèrbies van començar a perseguir als austrohongaresos en retirada. La resistència en la rereguarda austrohongaresa, amb unitats que es retiraven pel pànic, no va ser tan forta en totes les regions. El 24 d'agost, els austrohongaresos estaven de nou a les posicions de partida, en els rius Sava i Drina.
El serbis van aconseguir capturar 50.000 presoners, 50 canons, grans quantitats d'armes, vehicles, equips i municions. La primera ofensiva austrohongaresa va ser un fracàs. Al mateix temps, els serbis van tenir pèrdues significatives: 15.000 homes morts, ferits o capturats.
Aquesta victòria va tenir un gran valor estratègic per als Aliats. Els serbis van provocar una primera derrota als exèrcits de les Potències Centrals i van retardar la transferència del 2n Exèrcit austrohongarès a Galítsia.

### La batalla del riu Drina
Després d'aquesta derrota, les tropes austrohongareses van començar els preparatius per a una segona ofensiva. Mentrestant, els serbis van llançar una ofensiva limitada a la regió de Sirmia. Un cop en la línia Sirmia - Sremska Mitrovica - Sarajevo, els serbis es van veure obligats a retirar-se. Un cop reorganitzat els seus exèrcits, els austrohongaresos van iniciar una segona ofensiva el 7 de setembre, concebuda per a envoltar les línies sèrbies pel sud-oest.

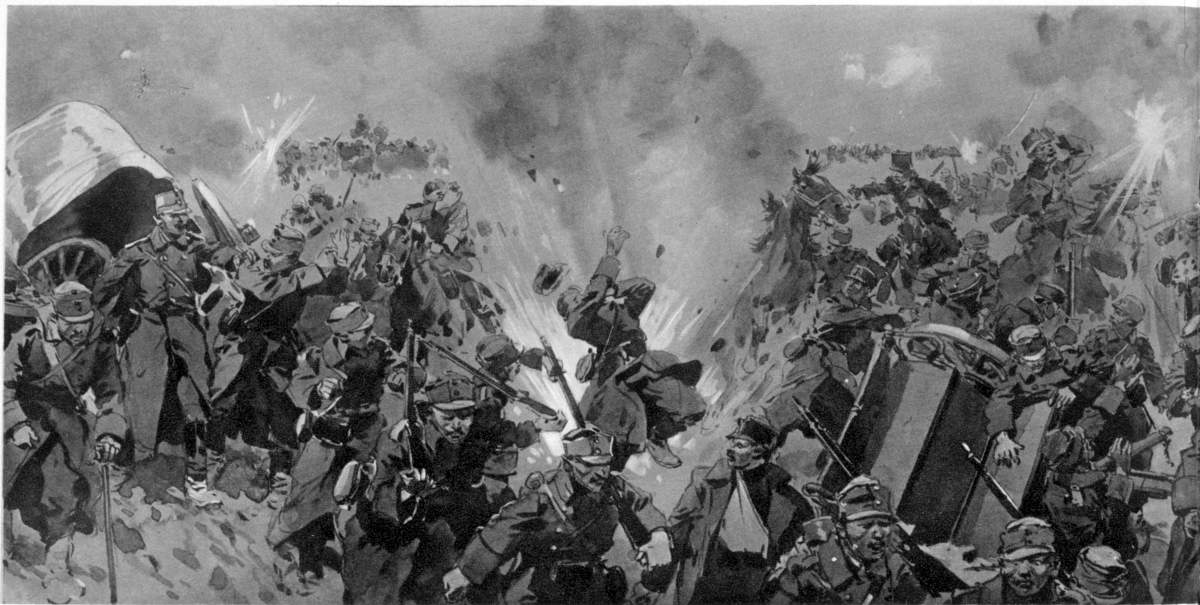
Soldats austrohongaresos durant un bombardeig d'artilleria sèrbia

En la nit del 8 de setembre, els austrohongaresos van començar a travessar el riu Sava, però finalment van ser rebutjats malgrat haver realitzat diversos atacs. En el flanc sud, els austrohongaresos van aconseguir ocupar el marge dret del Drina després de vèncer la ferotge resistència dels serbis.
Els austrohongaresos van atacar sense èxit les posicions sèrbies el 6 de novembre, però finalment els serbis es van veure obligats a retirar-se a causa de la manca de la munició. 
El 7 de novembre, els serbis es van posar a la defensiva en les noves línies de defensa.
El 14 de novembre, els austrohongaresos van atacar Valjevo. Al mateix temps, van tractar d'entrar a la vall del riu Gran Morava, però després de creuar el Danubi i la regió de Smederevo, sis batallons dels atacants van ser completament destruïts. Algunes tropes austrohongareses van poder entrar en territori serbi i van cometre actes de violència contra la població civil.
Després d'aquestes ofensives, les tropes sèrbies es van veure obligades a retirar-se després d'intensos combats. Els austrohongaresos van aconseguir creuar el Drina. Els serbis es van veure obligats a retirar-se per falta de municions, artilleria i equip (en particular de botes d'hivern). Es van retirar a noves posicions defensives, acompanyant la retirada amb contraatacs.

### La batalla del riu Kolubara
Les forces austrohongareses van continuar la seva ofensiva. El 16 de novembre, subunitats austrohongareses van atacar les posicions sèrbies que defensaven el ferrocarril Obrenovac-Valjevo. Els austrohongaresos van aconseguir conquerir Lazarevac i es van retirar les unitats del 2n Exèrcit serbi.
El 24 de novembre, el 6è Exèrcit austrohongarès va aconseguir conquerir l'estratègica muntanya Malen i l'endemà va travessar el riu Cama, preparant-se per a atacar el flanc esquerre de l'exèrcit serbi.

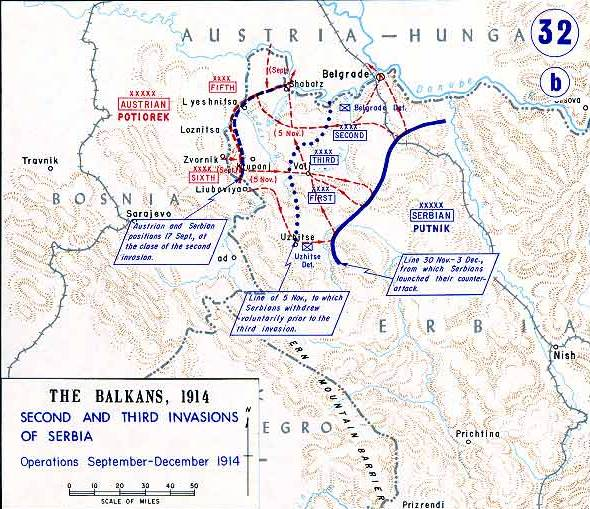
Batalla de Drina i Batalla de Kolubara

En aquesta situació, el general Živojin Mišić va decidir retirar les tropes que tenia sota el seu comandament en Gorni-Milanovac. Mišić volia tornar a agrupar les seves forces junt amb les tropes de reserva i realitzar un contraatac. Tot i l'oposició del comandant de l'exèrcit serbi, el general Radomir Putnik, el pla de Mišić, que implicava l'abandonament de les tropes de defensa de Belgrad, va ser finalment acceptat i va començar la retirada de les tropes sèrbies.
El 30 de novembre de 1914, les tropes sèrbies van abandonar Belgrad, i el 2 de desembre, el front s'estenia des del Danubi fins al curs superior del Morava, al llarg dels vessants dels turons de l'altiplà Mine. Els austrohongaresos van atacar a les unitats del 2n Exèrcit serbi que es retiraven de Belgrad, ja que van considerar que eren massa febles per a continuar la resistència. Aquest cop, però, l'Entesa (França i Rússia) van enviar ajuda a Sèrbia pel Danubi i Tessalònica. França va enviar armes i municions, i Rússia va enviar municions i menjar. Aquestes ajudes van permetre als serbis per reprendre els atacs.

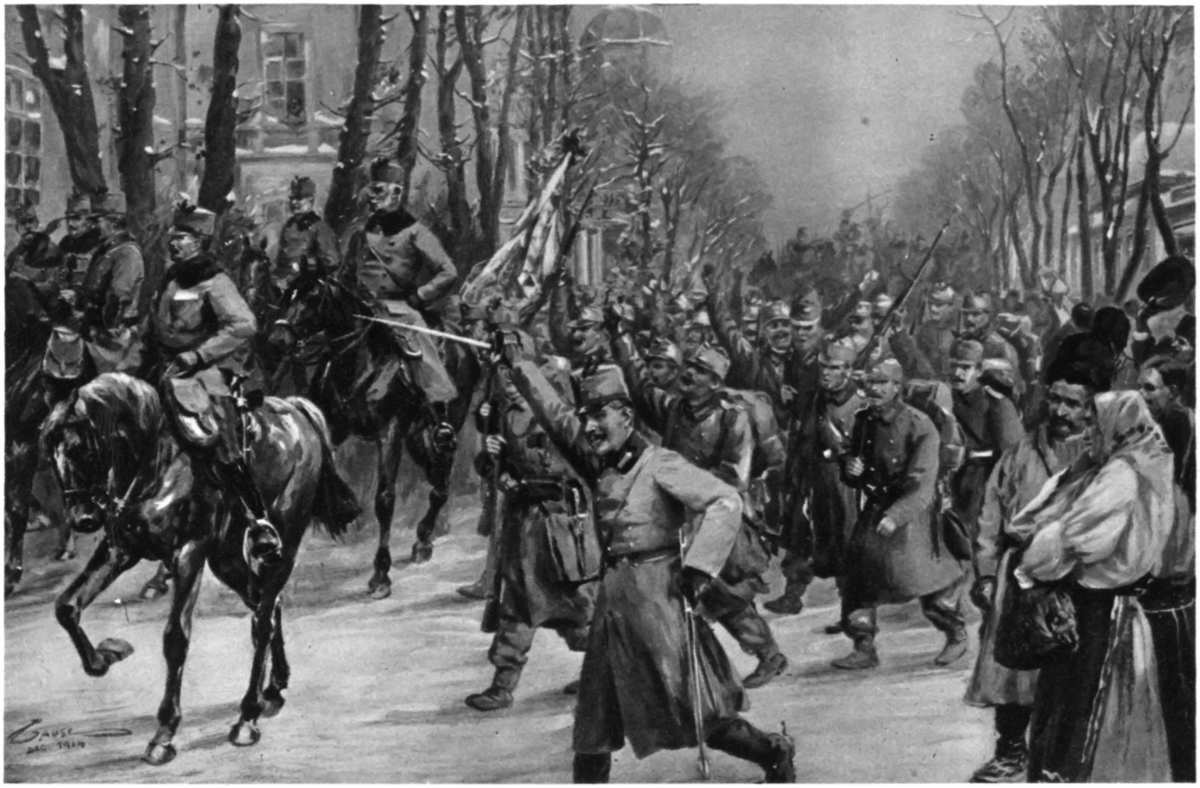
El 5è Exèrcit austrohongarès en Belgrad (1914)

El pla serbi preveia fer un contraatac massiu amb el 1r Exèrcit per a conquerir Suvobor, i després d'això, realitzar una ofensiva amb el 2n i 3r Exèrcit. En el matí del 3 de desembre, es va donar l'ordre de contraatacar i el 1r Exèrcit va fer un atac massiu contra Suvobor. Les tropes austrohongareses no estaven preparades per a la defensa, no obstant això, els austrohongaresos van resistir durant tres dies els atacs serbis. No obstant això, el 5 de desembre, els austrohongaresos es van veure obligats a retirar-se.
Després de l'èxit del 1r Exèrcit, van entrar en batalla el 2n i el 3r Exèrcit. El general Potiorek va decidir atacar el 2n Exèrcit, però els serbis van aconseguir repel·lir l'atac austrohongarès. Els austrohongaresos es van retirar i van organitzar posicions defensives al sud de Belgrad, però aquestes posicions no hagueren pogut resistir molt de temps, de manera que el 13 de desembre van abandonar aquestes posicions per a tornar a Àustria-Hongria.
Les tropes sèrbies van tornar a entrar a Belgrad el 15 de desembre i tot el país va quedar net de les tropes estrangeres. El comandament serbi va decidir no perseguir a les tropes enemigues en retirada, i l'exèrcit serbi va aturar l'ofensiva als rius Drina i Sava.
Durant els combats, els serbis van perdre 22.000 soldats morts i 19.000 presoners.

### Resultats de la campanya de 1914
Després de les derrotes en el front de Sèrbia el 1914, el comandant austrohongarès va cessar les operacions ofensives en aquest front i va traslladar les tropes al front oriental, a les muntanyes dels Carpats, per a repel·lir els atacs russos. Davant dels exèrcits serbis només van quedar dos cossos d'exèrcit austrohongaresos. Àustria-Hongria va patir fortes pèrdues en el front dels Balcans el 1914: 274.000 soldats i 7.600 oficials. El general Erich Ludendorff va escriure en les seves memòries: «Les tropes austrohongareses van ser aixafades en Sèrbia i van deixar de ser una força de combat valuosa.» La derrota austrohongaresa en la campanya de 1914 va produir un impacte contra els plans de lluita a gran escala d'Àustria-Hongria i Alemanya, ja que no van poder connectar les seves tropes amb les del seu aliat, l'Imperi Otomà. El general Potiorek va ser retirat de comandament i l'arxiduc Eugen von Österreich-Teschen es va convertir el nou comandant de les tropes austrohongareses.
La contribució militar de Sèrbia a la causa de l'Entesa va ser molt important el 1914; l'exèrcit austrohongarès va haver de mantenir efectius important en els Balcans, i per tant, no els podia enviar contra l'exèrcit rus a Galítsia. Les victòries de 1914 van causar grans pèrdues als serbis; els serbis van perdre al voltant de 132.000 persones (morts, ferits, desapareguts i presos), malgrat que l'exèrcit només tenia 100.000 efectius actius. Durant aquest any, el serbis es van trobar davant d'una crisi contínua d'aliments, medicines, roba i municions. Els soldats serbis i montenegrins van patir el tifus, que va causar la mort de molts soldats.
L'exèrcit de Montenegro, amb 50.000 soldats, va tenir un paper important durant el 1914 en la lluita contra l'exèrcit austrohongarès a 1914.
A final de 1914, la campanya dels Balcans era una guerra de posicions, sense una àmplia acció ofensiva.

## Campanya de 1915
A principis de 1915, la guerra al front dels Balcans va esdevenir una posició de primera línia fronterera i es va establir una calma temporal.
Durant l'estiu, l'exèrcit serbi va realitzar un procés de reforma i el rearmament, en gran part amb l'ajut dels seus principals aliats clau: Imperi Britànic, França i Imperi Rus. Durant la «gran retirada» de l'exèrcit rus de Polònia i Galítsia, la STAVKA va instar als serbis per a organitzar una ofensiva per a forçar a l'exèrcit austrohongarès a retirar algunes tropes del front oriental, però el general Radomir Putnik es va negar a participar en una acció ofensiva de l'exèrcit serbi, ja que no tenien tropes ni equips suficients.

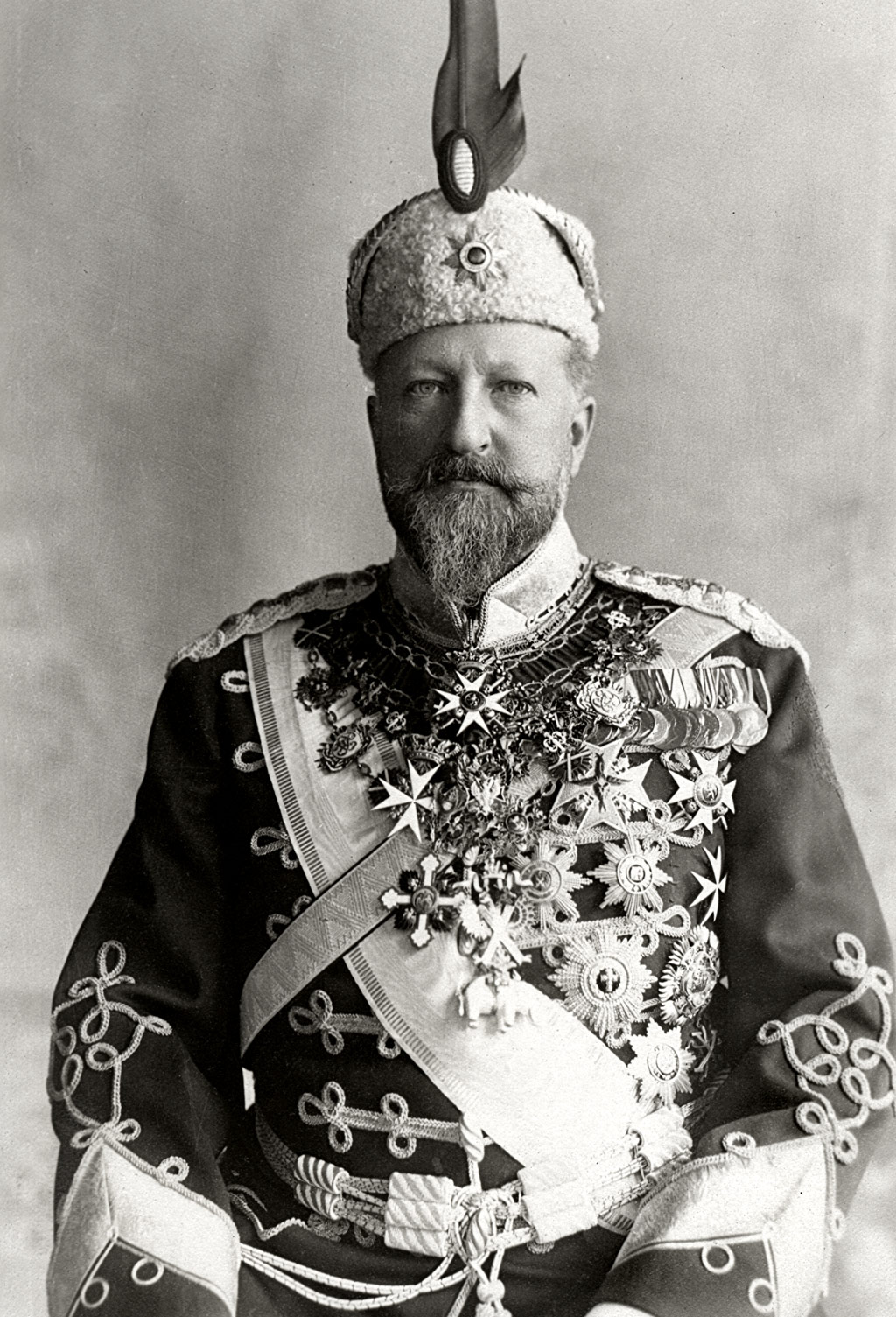
Ferran I de Bulgària

Mentrestant, les Potències Centrals van decidir eliminar definitivament a Sèrbia i a Montenegro per a poder unir-se amb les forces de l'Imperi Otomà. Donada l'experiència de 1914, Àustria-Hongria necessitava ajuda alemanya per a assegurar la victòria. Durant l'estiu de 1915, quan el front dels Balcans semblava no estar participant en cap acció ofensiva a gran escala, Austro-Hongria va començar a preparar-se per a atacar les posicions sèrbies.
Els diplomàtics alemanys van iniciar converses amb Bulgària perquè entrés en la guerra al costat de les Potències Centrals. Els alemanys van prometre als búlgars que si entraven a la guerra al costat seu, serien recompensats amb territoris de Sèrbia, Romania i Turquia. L'estiu de 1915, Àustria-Hongria va aconseguir derrotar l'Imperi Rus en el front oriental, obligant a l'exèrcit rus a retirar-se de Polònia i Galítsia. L'Imperi Otomà va aconseguir en el mateix any defensar-se amb èxit en els Dardanels i en el front occidental, les forces britàniques i franceses no van aconseguir trencar el front alemany. Tots aquests factors van convèncer els búlgars a entrar en la guerra al costat de les Potències Centrals. El 6 de setembre de 1915, va ser signat a Sofia un conveni militar entre Bulgària i les Potències Centrals. Aquest acord estipulava que en 30 dies, Austro-Hongria i Alemanya mobilitzarien sis divisions d'infanteria cadascun, i Bulgària en 35 dies, mobilitzaria quatre divisions per a lluitar a la frontera amb Sèrbia. Es va nombrar Comandant General de les tropes al mariscal de camp August von Mackensen. Després de signar l'acord a Sofia, la situació als Balcans va canviar en favor de les Potències Centrals; en aquell moment, les forces armades búlgares eren considerades entre els millors de la regió.
Ràpidament, els Aliats es van adonar del perill que això representava per als seus aliats balcànics i van prendre la decisió de desembarcar tropes anglo-franceses a Tessalònica l'1 d'octubre de 1915 per a defensar el flanc sud dels serbis. Rússia no podia enviar tropes a la regió i Romania va negar el dret de trànsit de les tropes russes pel seu territori. Al 5 d'octubre, 150.000 soldats britànics i francesos van desembarcar a Tessalònica amb el permís del govern grec.

### La preparació per a la guerra
Els comandaments alemanys i austrohongaresos es van preparar acuradament per atacar a Sèrbia. Es van realitzar extenses missions de reconeixement al front i a la rereguarda enemiga, es van construir noves carreteres i es van reparar les antigues. Per a proporcionar l'element sorpresa, es van prendre totes les mesures per a preservar el secret de les operacions militars. En la fase inicial de l'atac, els austrohongaresos i els alemanys tindrien una superioritat de tropes i d'armament en una proporció de 3:1.

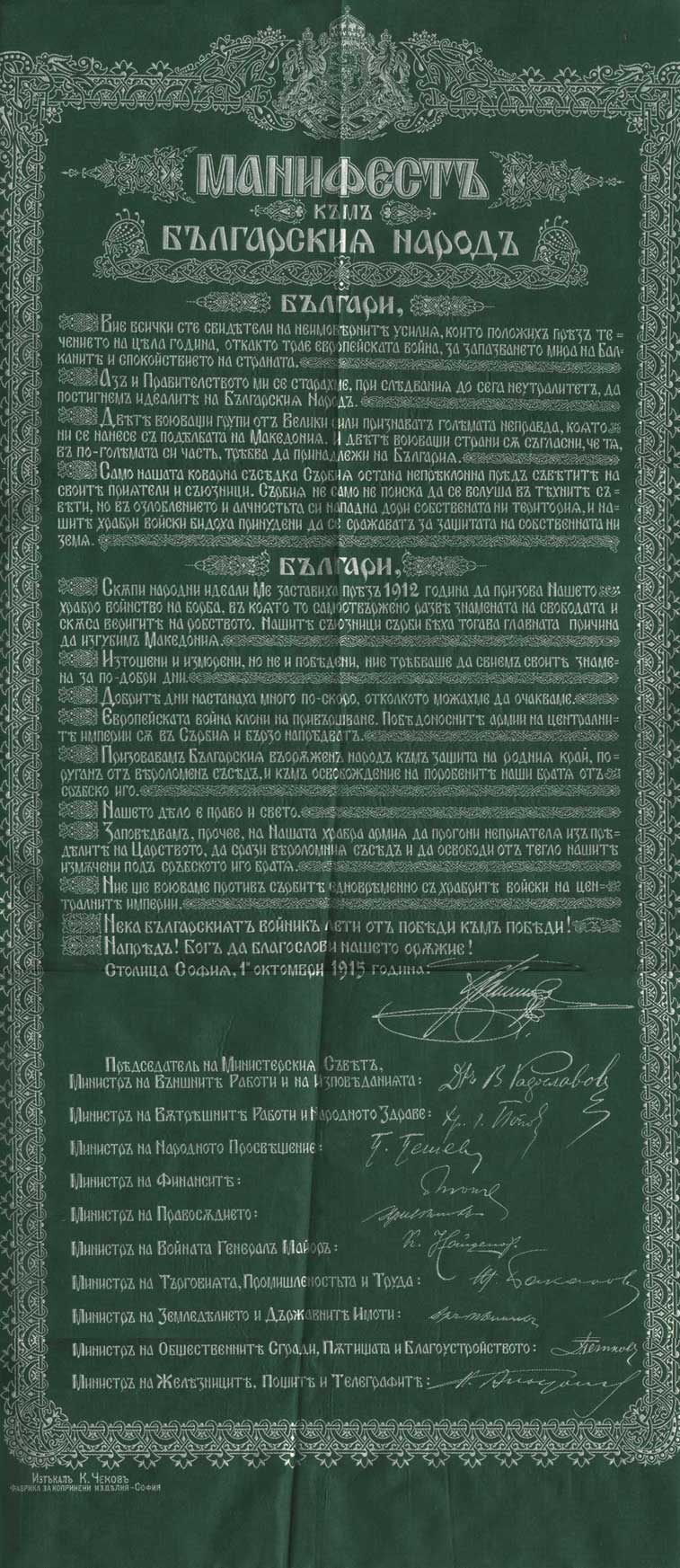
Manifest de Ferran I de Bulgària en la declaració de guerra contra Sèrbia

Pla preveia que els austrohongaresos i els alemanys ataquessin pel nord i nord-est, i que els búlgars ataquessin per l'est, en direcció Kragujevac i Niš. Aquests atacs estaven dirigits per a destruir l'exèrcit serbi en el centre del país. Les Potències Centrals van concentrar 14 divisions austrohongareses-alemanyes i 6 divisions búlgares, sota el comandament del mariscal de camp August von Mackensen.
Els austrohongaresos i els alemanys van organitzar les forces en el front de la forma següent:
- 11è Exèrcit alemany, comandat pel general Max von Gallwitz. Aquest exèrcit va ser reforçat amb unitats d'artilleria pesant.
- 3r Exèrcit austrohongarès, comandat pel general Hermann Kövess von Kövessháza.

En total, les tropes austrohongareses i alemanyes van ascendir a gairebé 300.000 soldats.
El pla del comandament serbi es va concentrar en la lluita contra Bulgària. Aprofitant les barreres naturals que formen el Sava i el Danubi, els serbis van col·locar una única força reduïda al nord, al front dels austrohongaresos i alemanys. Les forces principals es van concentrar a l'est, on havien d'aixafar a l'exèrcit búlgar, i en la fase de mobilització haurien de conquerir Sofia i obligar a Bulgària a capitular. Després d'això, totes les forces s'haurien de concentrar en la lluita contra els austrohongaresos i els alemanys. La Triple Entesa va acordar aquest pla al principi, amb l'esperança que el Regne de Bulgària es posés finalment de part dels Aliats.
L'exèrcit serbi va mobilitzar 12 divisions (al voltant de 200.000 persones) i es van equipar amb 678 peces d'artilleria. Montenegro va mobilitzar 50.000 soldats equipats amb 135 peces d'artilleria. La Triple Entesa va ajudar a Sèrbia amb l'enviament de 150.000 soldats.
Els exèrcits serbis i montenegrins estaven per sota dels seus enemics; estaven mal equipats per a combatre i els mancaven municions, aliments i subministraments mèdics. La rivalitat entre les monarquies de Sèrbia i Montenegro va privar als seus exèrcits de tenir un comandament conjunt.

### L'ofensiva austrohongaresa-germana
L'atac conjunt austrohongarès i alemany va començar el 6 d'octubre de 1915, després d'un fort atac amb artilleria. El foc pesat d'artilleria va destruir les trinxeres, fortificacions i barreres que els serbis van preparar per a la defensa. Durant els bombardeigs d'artilleria, uns 5.000 civils van morir a la ciutat de Belgrad.

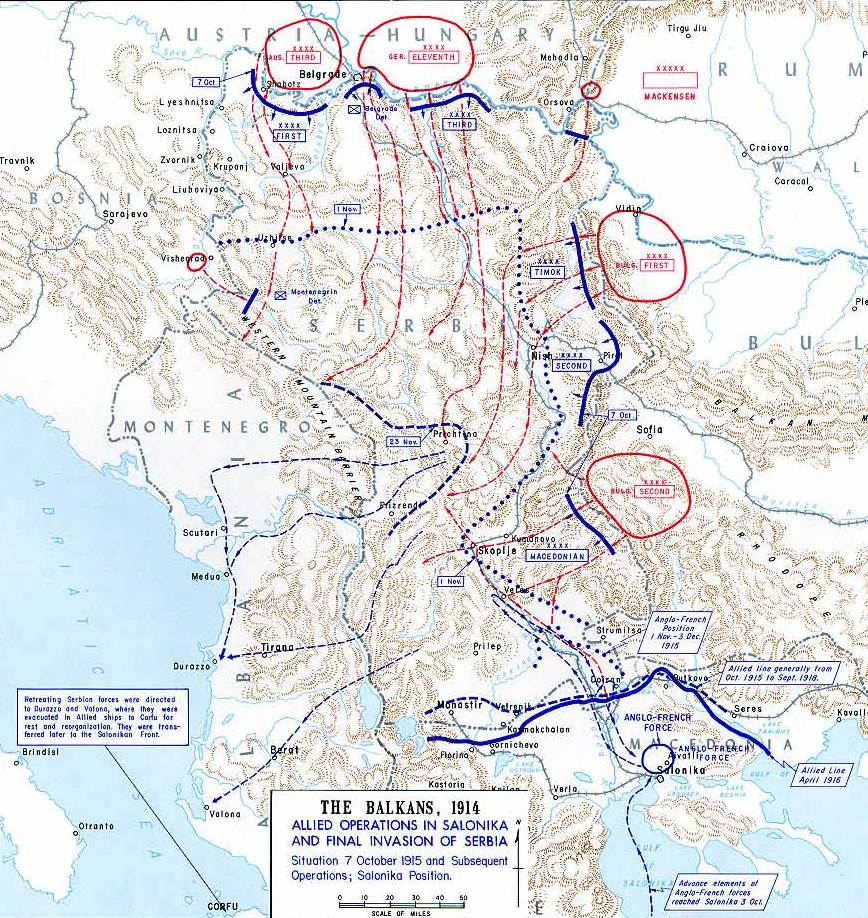
Inici de la conquesta de Sèrbia (1915)

El 7 d'octubre es va iniciar l'avanç de les divisions d'infanteria austrohongaresa i alemanya, començant les operacions creuant el riu Sava. Després de la conquesta de caps de ponts, les forces de les Potències Centrals van llançar atacs contra Belgrad. Quan van entrar a la ciutat, els serbis es van defensar valentament i va començar una lluita pels carrers. El 9 d'octubre, els alemanys van conquerir Belgrad, malgrat que van tenir grans pèrdues a causa de la defensa obstinada dels serbis. L'excel·lent organització de caps de pont, l'enfortiment de les seves obres d'enginyeria i el suport de l'artilleria van assegurar la victòria de les tropes alemanyes, ja que els va permetre travessar el riu amb suficients efectius com per a resistir els furiosos contraatacs dels serbis. Les tropes sèrbies es van veure obligades a retirar-se al sud.
Les forces austrohongareses van travessar el riu Drina i van atacar els montenegrins, que es van veure obligats a retirar-se.
Malgrat aquests èxits, els austrohongaresos i els alemanys van tenir grans pèrdues. Només en el primer dia de combats, el 3r Exèrcit austrohongarès i l'11è Exèrcit alemany van perdre 10.000 soldats, avançant només 10–15 km.
El gruix de l'exèrcit serbi que estava concentrada en la frontera amb Bulgària es va veure obligat a reagrupar-se i participar en la defensa contra els atacs dels alemanys al nord.
L'exèrcit montenegrí va resistir desesperadament els atacs, aconseguint frenar l'avanç de les divisions d'Àustria-Hongria.
Els alemanys i els austrohongaresos van intercanviar la distribució de tropes i de les armes pesants per a augmentar l'eficiència de l'avanç de la infanteria.

### L'atac de Bulgària
El 8 d'octubre i degut a aquestes circumstàncies, el comandant de l'exèrcit serbi es va veure obligat a portar les tropes al front austro-germànic desplegat a la frontera amb Bulgària. Aprofitant això, Bulgària va declarar la guerra a Sèrbia i va començar l'atac el 15 d'octubre.
Al matí del 15 d'octubre, el 15è Exèrcit Búlgar al comandament del general Boiadjiev va passar a l'ofensiva, trobant una feroç resistència de les tropes sèrbies. La 1a Divisió dels búlgars va llançar una sèrie d'atacs fallits a Pirot. El 25 d'octubre, els búlgars van aconseguir obligar els serbis a retirar-se de la vall Timok. El 2n Exèrcit búlgar, al comandament del general Stoyanov-Todorov, va creuar ràpidament el Vàrdar i va penetrar a Macedònia. Els búlgars van aconseguir ocupar les ciutats Kumanovo i Veles. Amb aquestes victòries, l'exèrcit búlgar va separar l'exèrcit serbi dels seus aliats grecs.

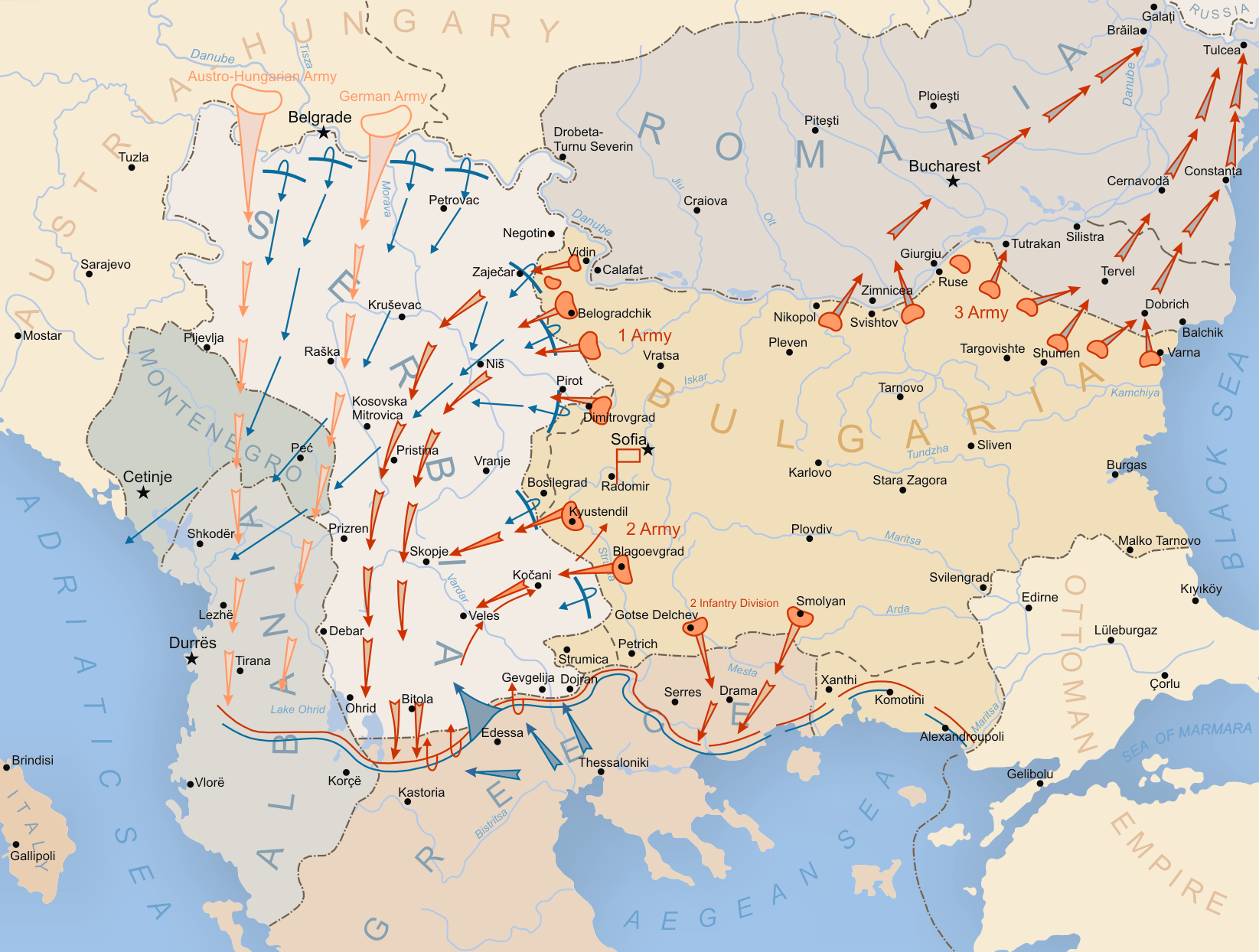
Ofensiva de Bulgària

Els comandants serbis van decidir retirar les seves tropes cap al sud-oest, cap a Albània i Montenegro, per a evitar ser rodejats. Al mateix temps, l'exèrcit de Montenegro es va dirigir cap al sud. Els austrohongaresos i els alemanys van perseguir constantment les tropes sèrbies i montenegrines en retirada, mentre que els serbis protagonitzaven diversos atacs durant la retirada per a frenar l'avanç enemic. En aquesta fase de la guerra, la situació militar sèrbia era francament catastròfica.
El 22 d'octubre, les tropes de les Potències Centrals van reprendre la seva ofensiva i els serbis es van veure obligats a retirar-se sota la pressió dels atacs combinats dels seus enemics. El 5 de novembre, els búlgars van arribar a Niš.
Després de la conquesta de Niš, les forces búlgares es van unir amb els austrohongaresos i els alemanys per dur a terme una ofensiva conjunta. Mentrestant, les forces anglo-franceses es van presentar a Tessalònica i a Macedònia per ajudar els seus aliats. Entre el 17 i el 22 de novembre, el 2n Exèrcit búlgar va atacar a les tropes anglo-franceses en Krivolak per a intentar detenir-los.

### La lluita a final de 1915
Els austrohongaresos i els alemanys van continuar la seva ofensiva direcció nord-sud. Mentrestant, els alemanys van rebre el suport de les unitats de caçadors de muntanya. En aquestes circumstàncies, el quarter general de l'exèrcit serbi es van traslladar de Kragujevac a Kruševac. En la lluita que va seguir, les tropes sèrbies van patir fortes pèrdues i es van d'haver de retirar ràpidament. Unitats sèrbies es van oposar al 2n Exèrcit búlgar, mantenint les seves posicions i oposant una forta resistència per a protegir la retirada de la resta de l'exèrcit cap a Albània. Per tal d'impedir la retirada a Albània i envoltar el gruix de les tropes sèrbies, les tropes búlgares van ser reforçades amb la 2a Divisió d'infanteria del 1r Exèrcit. No obstant això, els búlgars no van poder envoltar a l'exèrcit serbi.
L'exèrcit montenegrí es va retirar fins que al novembre ja lluitaven en el seu territori nacional; els austrohongaresos i els alemanys van continuar la seva ofensiva dirigida a la conquesta de la capital, Cetinje. L'1 de desembre, l'exèrcit búlgar va trencar la defensa sèrbia de la regió de Prizren, aconseguint expulsar definitivament l'exèrcit serbi del territori serbi. Les dues parts havien patit fortes baixes durant aquestes batalles (l'exèrcit serbi va perdre 55.000 soldats i oficials). Amb l'ocupació i la regió d'Ohrid, els búlgars van conquerir completament la regió Macedònia del Vàrdar.

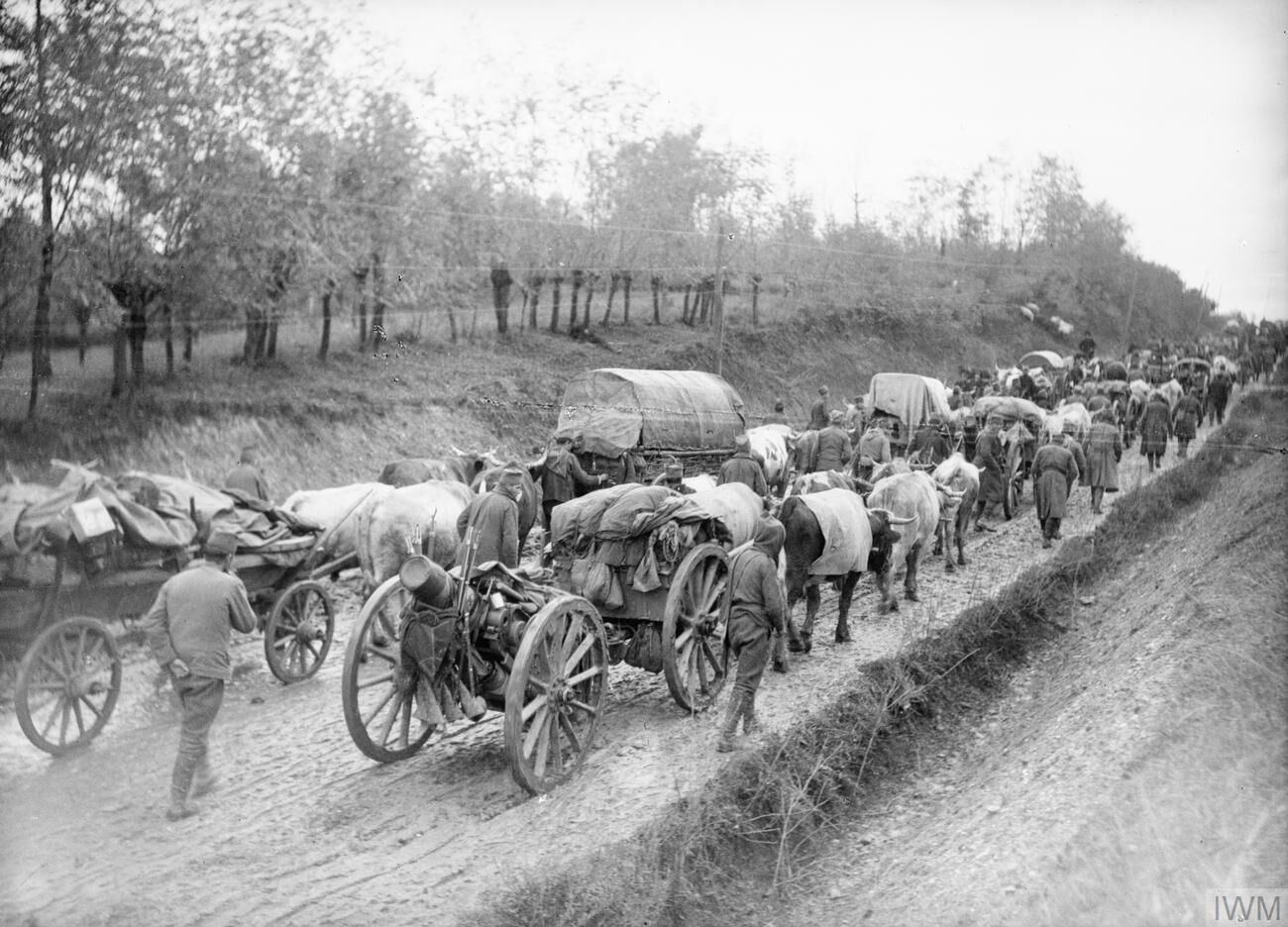
Retirada de l'exèrcit serbi a Albània (1915)

Els exèrcits serbis i montenegrins van continuar la seva retirada cap a l'interior de Montenegro i d'Albània. Una gran onada de refugiats civils va acompanyar als exèrcits en retirada per por a l'ocupació estrangera. La retirada va ser una operació molt difícil, realitzada en carreteres de muntanya, en condicions hivernals i sota l'atac constant dels enemics. L'objectiu de la retirada era arribar a la costa de la mar Adriàtica, on els mariners de la Triple Entesa es veurien obligats a evacuar als soldats i civils serbis i montenegrins.
Les forces albaneses havien estat entrenades i equipades amb l'ajut de l'Imperi Austrohongarès i tenia el propòsit de prevenir o retardar la retirada dels serbis. En represàlia, els serbis es van veure obligats a destruir els seus canons i vehicles de transport per a evitar que caiguessin en mans de l'enemic. També durant la retirada, els serbis es van veure obligats a alliberar els presoners de guerra austrohongaresos (prop de 30.000 soldats i 700 oficials).
El 26 de novembre de 1915, el govern serbi va ser evacuat de Prizren. Els aproximadament 150.000 serbis de supervivents de la retirada per Albània van ser evacuats a l'illa de Corfú el gener de 1916. En aquest moment, tota Sèrbia i Montenegro van ser ocupades pels exèrcits de les Potències Centrals.
L'exèrcit montenegrí es va veure obligat a retirar-se sota els atacs continus de les forces austrohongareses. El 14 de gener de 1916, els austrohongaresos van prendre la capital. Gran part dels soldats montenegrins van ser fets presoners pels conqueridors.
Les operacions militars contra Sèrbia i Montenegro van durar gairebé dos mesos, al final dels quals els dos països va ser ocupats per les Potències Centrals. El primer ministre britànic David Lloyd George va escriure més endavant que «Sèrbia va ser abandonada pels seus aliats malgrat les solemnes promeses de suport ...»
Les Potències Centrals van decidir no continuar l'ofensiva cap a Grècia, i es van posar el dos exèrcits a la frontera búlgara, reforçat amb diverses divisions alemanyes.

### Resultats de la campanya de 1915
A la fi de 1915, els territoris de Sèrbia i Montenegro van ser ocupats íntegrament per les Potències Centrals. La victoriosa campanya de 1915 van portar grans avantatges a les Potències Centrals. Després de l'ocupació de Sèrbia i Montenegro, les Potències Centrals va establir un front continu des de la mar Bàltica fins a la mar Mediterrània. També, Àustria-Hongria i Alemanya es van poder unir amb l'Imperi Otomà. Flanc sud austrohongarès sota pressió Mai forces de l'Entesa i participacions emeses des del front podria ser enviat al front oriental i italiana.
Les forces militars dels austrohongaresos, alemanys i búlgars van ser capaços de posar en pràctica els plans d'operacions que es van proposar en l'ofensiva als Balcans. El territori de Montenegro va ser ocupat per l'exèrcit austrohongarès i el territori serbi va ser ocupat per les tropes austrohongareses i búlgares.
L'exèrcit de Montenegro, després de patir grans pèrdues, es va dissoldre. L'exèrcit serbi va patir fortes baixes durant els combats amb els enemics durant la retirada i a causa de les dures condicions climàtiques i del mal equipament dels soldats. A més de les pèrdues humanes, els serbis van perdre una gran quantitat d'armes, municions i vehicles.
Els èxits militars dels Balcans de les Potències Centrals els van portar grans beneficis estratègics i diplomàtics. A més dels ja enumerats (es va establir una comunicació directa amb l'Imperi Otomà i una aliança amb Bulgària), el bloc austrohongarès-alemany va afeblir considerablement la regió de l'Entesa. 
No obstant això, les Potències Centrals no van poder obtenir la capitulació de Sèrbia. L'exèrcit serbi es va reorganitzar va i renéixer a la primavera de 1916, entrant en la batalla al costat de l'Entesa en el front de Macedònia. L'experiència de les tropes sèrbies en condicions de batalla en les muntanyes i les dificultats del 2n Exèrcit búlgar en els enfrontaments amb els serbis va impedir que les Potències Centrals poguessin envoltar i eliminar permanent les tropes de combat sèrbies.

## Campanya de 1916
A principis de 1916, el Regne de Montenegro es va retirar de la guerra. El rei Nicolau I va signar el decret per a la desmobilització de l'exèrcit i va marxar a l'exili. El país va ser ocupat per les tropes austrohongareses. No obstant això, la població sèrbia i montenegrina va continuar la lluita de guerrilles contra l'ocupant.

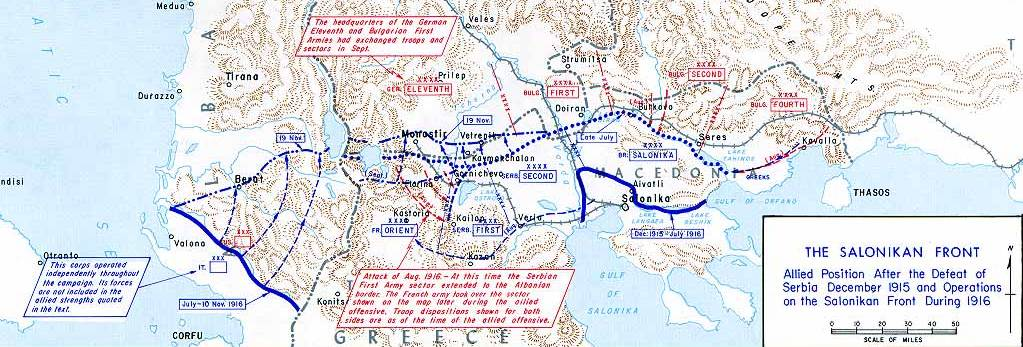
Els combats en el front de Tessalònica, 1916

Després de l'aclaparadora derrota de Sèrbia, la Triple Entesa va formar el front a Macedònia. El pla de batalla dels Aliats preveia bloquejar la zona i impedir que les forces alemanyes es desplacessin al front occidental. D'altra banda, l'alt comandament alemany no planejava cap ofensiva a gran escala en el front de Macedònia perquè tenien tropes limitades i dificultats logístiques. L'objectiu principal del comandament alemany era controlar a les tropes enemigues de la regió amb l'ajuda d'un efectiu reduït alemany-búlgar.
El maig de 1916, les forces de l'Entesa al front de Macedònia van gaudir de superioritat numèrica davant les tropes búlgares i alemanyes. Els efectius de l'Entesa es van complementar amb els de l'exèrcit serbi, completament reorganitzat. Els serbis havien format sis divisions d'infanteria i una de cavalleria, comandat pel príncep hereu Alexander Karadjordjevic; el general Putnik va ser acomiadat. L'exèrcit serbi tenia 130.000 soldats i les forces aliades totals als Balcans van arribar als 300.000 soldats.

### Els combats en la primavera i estiu de 1916
Quan el comandament alemany va decidir la transferència dels efectius dels Balcans cap al front de França, les tropes de l'Entesa van tenir la tasca d'aturar les forces enemigues mitjançant l'activació d'accions ofensives. Malgrat els atacs organitzats pels Aliats, els alemanys van continuar enviant tropes dels Balcans cap al Front Occidental i els búlgars es van quedar a la regió en un estat relativament passiu.
Les accions militars de l'Entesa van guanyar major impuls a l'agost. Unitats anglo-franceses van tractar de trencar les defenses búlgares de la regió del llac Dòiran (del 9 al 18 d'agost). Els búlgars van aconseguir repel·lir l'atac, ocasionant pèrdues als seus enemics.
Després que Romania entrés a la guerra, els aliats van planejar una ofensiva combinada que hauria de començar el 20 d'agost, amb l'objectiu d'eliminar Bulgària.
El comandament búlgar va decidir atacar abans que ho fessin els Aliats i van iniciar la seva ofensiva el 17 d'agost. Es va fer la primera gran ofensiva al front de Macedònia en dues regions: Vàrdar i Tràcia. L'atac búlgar es va dirigir contra les regions més densament poblades de Grècia. Diversos regiments del 1r Exèrcit van conquerir Flórina; van fer més de 6.500 presoners i van capturar diverses peces d'artilleria pesant dels grecs. Aquests presoners van ser internats en camps de presoners de guerra a Alemanya, on van ser posats en llibertat només després de la guerra. Les tropes búlgares va aconseguir avançar 90 km.
No obstant això, l'1 de setembre, les tropes de l'Entesa (cinc divisions d'infanteria britànics, quatre francesos, sis dels serbis, un italià i un de Rússia) desencadenen un atac a Flórina i a Monastir, amb el doble propòsit de recuperar el territori conquerit pels búlgars i per a donar suport a Romania. El 3 d'octubre, els búlgars van ser rebutjats fins a la línia de partida de la seva ofensiva del 17 d'agost.
Una cop que van assolir els objectius que s'havien proposat, les tropes de l'Entesa van continuar l'ofensiva més enllà. Els búlgars van traslladar a la regió vuit regiments d'infanteria d'altres sectors. Diversos batallons d'infanteria alemanys del front de Romania i un cos d'infanteria otomana van donar suport als búlgars.

### La lluita a final de 1916
Al setembre hi va haver una batalla a la regió muntanyosa de Kajmakčalan entre les tropes sèrbies i búlgares. Els repetits atacs dels serbis van ser rebutjats per l'artilleria pesant búlgara. Després de 20 dies de combat, l'avantatge tàctic va passar d'un bàndol a l'altre i el 30 de setembre les tropes sèrbies van aconseguir conquerir definitivament els punts estratègics de la muntanya. La seva victòria es va pagar cara, amb la vida de 5.000 soldats i oficials.

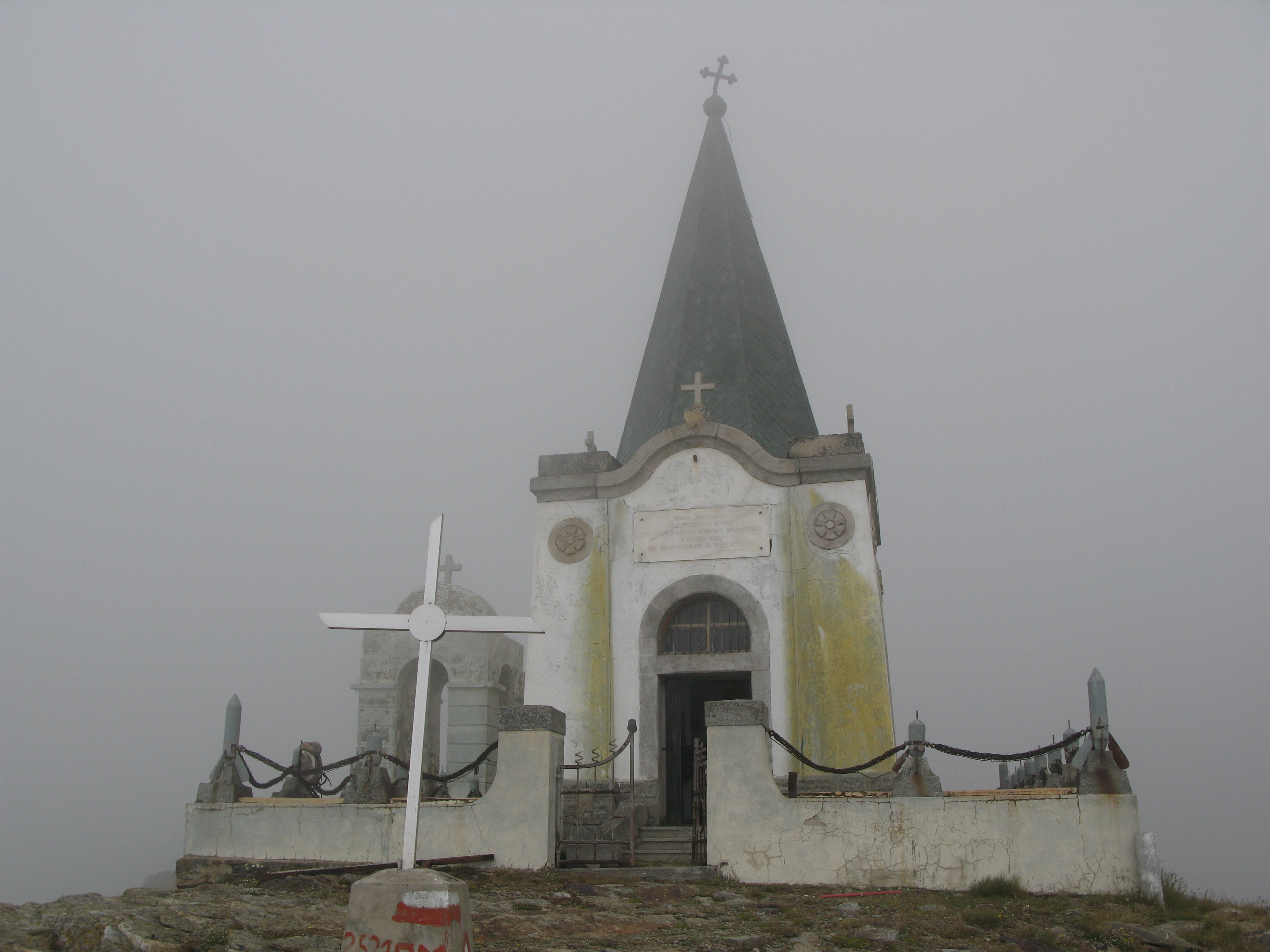
Monument als herois serbis de Kajmakčalan

La victòria serbis no va canviar decisivament la situació al front, ja que aquesta ofensiva no va ser seguida per altres atacs aliats en altres sectors del front. Al llarg de tot el front es va restablir la calma.
A l'octubre i novembre, els Aliats (serbis, russos i francesos) van començar una ofensiva que tenia per objecte el control dels punts estratègics de Macedònia. Aquest atac va obligar el comandament de les Potències Centrals enfortir els efectius davanters en aquesta àrea amb un nombre de divisions alemanyes, búlgares i otomanes. El 19 de novembre, les tropes de l'Entesa van |conquerir la ciutat de Monastir, un important nus de comunicacions de Macedònia.
L'11 de desembre, les tropes de l'Entesa es van veure obligades a aturar l'ofensiva a causa de l'estat d'esgotament de les tropes, la manca de les reserves i l'escassetat de municions.
L'Entesa va patir pèrdues significatives en l'ofensiva d'agost (47.000 homes morts, ferits, desapareguts o capturats). A final de 1916, els Aliats tenien 18 divisions d'infanteria al front de Macedònia (5 franceses, 5 angleses, 6 sèrbies, 1 de russa i 1 italiana). Les Potències Centrals tenien en aquesta mateixa mateixa regió 11 divisions d'infanteria (8 búlgares, 2 alemanyes i 1 otomana).

### Resultats de la campanya de 1916
Cap a la fi de 1916, les tropes de l'Entesa no havien complert el seu objectiu al front a Macedònia: l'eliminació de Bulgària de la guerra. Les tropes búlgares es van defensar amb èxit al llarg de tot el front i, a més, van desencadenar una sèrie d'operacions ofensives amb un èxit parcial. El principal problema de l'Entesa en els Balcans era garantir la seguretat de les tropes del front i de les tropes de reserva.
Una altra qüestió important per a les tropes de l'Entesa va ser a la malària. Més de 80.000 soldats aliats van patir la malària al front dels Balcans. La forta defensa búlgara de les regions muntanyoses no va permetre que les tropes aliades poguessin abandonar l'anomenada «vall de la malària», que s'estenia al llarg del curs del riu Vàrdar. Els Aliats no van aconseguir evacuar els malalts de malària de la regió. Tot i les mesures preses pels metges militars, es va estendre l'epidèmia i no va poder ser detinguda.
El 1916, l'Entesa va realitzar una sèrie d'accions contra Grècia per a evitar una possible aliança amb les Potències Centrals, malgrat la neutralitat que va proclamar el govern d'Atenes. Els Aliats van imposar el bloqueig naval contra Grècia i van instar a desmobilitzar l'armada i l'exèrcit grec, tenint en compte que hi havia un fort sentiment pro-alemany entre els oficials. El Govern grec es va veure obligat a acceptar aquestes sol·licituds. Els Aliats van arribar fins i tot a prendre el control de tot el sistema polític del país.

## Campanya de 1917
La Triple Entesa va establir els nous objectius per a les tropes que lluitaven al front a Macedònia. Les tropes dels Aliats realitzarien una ofensiva a gran escala contra els búlgars, recolzats per les accions de les tropes romaneses i russes al nord del Danubi. El col·lapse del front de Romania s'hauria d'aturar amb l'aplicació d'aquest pla.
Els plans dels alemany i búlgars per a 1917 es va centrar principalment en la defensa, en l'enfortiment de les posicions i comunicacions, i en rebutjar qualsevol acció ofensiva de l'Entesa.

### Les lluites durant 1917
L'ofensiva de les tropes aliades (amb una força de 660.000 soldats formada per 240.000 britànics, 200.000 francesos, 130.000 serbis, 50.000 italians, 17.000 russos i 23.000 grecs)  va començar el 25 d'abril. Després de la primera fase de l'atac, que va acabar en un fracàs, i després de l'empitjorament de la part oriental del front de Romania, l'Entesa va decidir aturar l'ofensiva el 23 de maig. Els Aliats van perdre 20.000 persones. Una de les raons més importants del fracàs de l'Entesa en aquest últim atac va ser les deficiències de l'artilleria. Les accions de l'ofensiva francesa al front de Tessalònica van cessar el 8 de maig a causa de la falta d'un adequat suport de l'artilleria i pel contraatac dels búlgars. També es va suspendre l'ofensiva sèrbia a les valls dels rius de la regió.
A més, es van produir rebel·lions en algunes unitats militars franceses a conseqüència de la derrota dels francesos en el front occidental en l'ofensiva de Nivelle. Però les rebel·lions van ser sufocades ràpidament pel comandament de l'Entesa.
El 18 de maig, les tropes búlgares van aconseguir un èxit limitat en la lluita per la conquesta dels cims de les muntanyes que estaven sota el control francès, però aquest canvi no va influir significativament en la situació al front.

### L'entrada de Grècia a la guerra
Els Aliats van prendre una àmplia gamma de mesures per a fer que els grecs entressin a la guerra al seu bàndol. El 1916, va ser nomenat primer ministre de Grècia Elevthérios Venizelos, un decidit partidari de l'entrada de Grècia a la guerra al costat de l'Entesa.
Les pressions sobre Grècia realitzades pels països de l'Entesa va provocar que entrés a la guerra el 1917. El 12 de juny de 1917, el rei Constantí I de Grècia va abdicar i vaig sortir del país. El seu segon fill, Alexandre I de Grècia va esdevenir monarca de Grècia i va formalitzar l'aliança amb l'Entesa. L'Entesa, quan va assegurar la seva aliança amb Grècia, va decidir aixecar el bloqueig naval imposat el 1916.
El 29 de juny, Grècia va retirar els seus ambaixadors dels països de les Potències Centrals. El 2 de juliol, Grècia va declarar la guerra a tots els països de les Potències Centrals. Al setembre, 80 oficials francesos van arribar a Grècia per a ajudar a mobilitzar les forces armades gregues. Amb la mobilització de les forces armades gregues, va augmentar les forces aliades al front de Tessalònica.

### Resultats de la campanya de 1917
Cap a la fi de 1917, el comandant de les forces aliades al front de Macedònia, el general Maurice Sarrail, va ser reemplaçat pel general Guillaume Adolphe. Al final de la campanya de 1917, els Aliats tenien 23 divisions en la regió (8 franceses, 6 sèrbies, 4 angleses, 3 gregues, 1 italiana i 1 russa), més de 600.000 soldats.

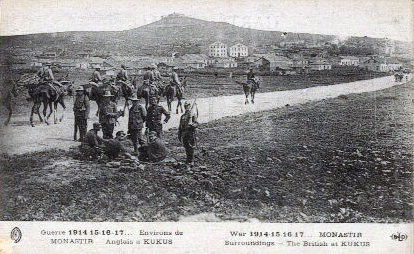
Militars britànics al front de Macedònia, en Kilkis (Grècia)

En el front a Macedònia va regnar la calma durant 1917. Els combats en els Balcans van influir de manera significativa en el desenvolupament del conflicte dels altres fronts.
Els búlgars no van ser capaços de dur a terme àmplies operacions ofensives i els seus aliats, els alemanys, van centrar les seves accions en el front occidental i a Itàlia.
Mentrestant, les principals forces de les potències de l'Entesa es van preocupar d'organitzar accions ofensives en el front occidental. A més, havien de reprimir rebel·lions de soldats radicalitzats per les idees revolucionàries. Al sortir Rússia de la guerra, les tropes aliades del front de Macedònia van ser privades de la contribució de tots els militars russos i va afeblir el poder d'una part del front aliat a Macedònia, en canvi es va eliminar el perill que les idees revolucionàries es disseminessin entre les tropes.
La lluita del poble serbi contra les tropes d'ocupació de les Potències Centrals tenia un significat especial. Per tot el territori serbi van esclatar freqüents aixecaments contra les forces estrangeres i es van formar unitats de partisans, que van aplicar tàctiques de guerrilla. El nombre total dels que van participar activament en la lluita contra els ocupants va ascendir a 13.000 persones. Els defensors no tenien armes modernes i eren incapaços de fer front als exèrcits regulars, però van aconseguir pertorbar la rereguarda enemiga.
El 1917 es va produir un esdeveniment de gran importància per als Balcans. El govern serbi en l'exili a l'illa de Corfú va signar la declaració per a formar Iugoslàvia.

## Campanya de 1918
La situació política i militar als Balcans des de principis de 1918 va canviar en favor de l'Entesa. No obstant això, des de principis de 1917, havia calma en tot el front i els combats eren de baixa intensitat.
El 1918, l'Entesa va estudiar la possibilitat d'organitzar un front ofensiu a Macedònia. L'ofensiva de primavera en el front occidental va donar lloc a la transferència de molts dels contingents alemanys del front de Macedònia cap a França, i conseqüència, l'exèrcit búlgar no va poder organitzar operacions ofensives. El comandament francès va ordenar al comandant del front aliat a Macedònia, el general Adolphe Guillaumat (que va ser substituït per Louis Franchet d'Espèrey) que fes tot el possible per a evitar el trasllat de les tropes alemanyes al front occidental. La solució trobada va ser la d'organitzar un atac amb les forces gregues a Tràcia i amb les forces sèrbies a la vall del Vàrdar. Finalment, el comandament francès va canviar el pla i va decidir organitzar una ofensiva general en tot el front de Macedònia. Aquest últim pla va ser aprovat pels caps militars de l'Entesa el 3 d'agost.

### Els preparatius per a l'ofensiva
Les forces de l'Entesa van ocupar un front de 350 km. S'estenia des de la badia d'Orfani en la mar Egea fins a la mar Adriàtica. Els efectius dels Aliats estaven formats per 29 divisions (8 franceses, 4 britàniques, 6 sèrbies,  10 gregues i 1 italiana),  és a dir, 667.000 soldats i 2.070 peces d'artilleria.

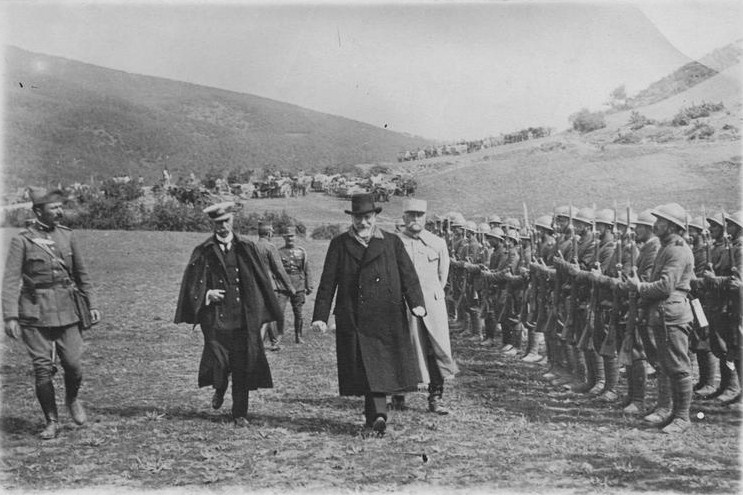
El primer ministre grec Elevthérios Venizelos revisant una unitat grega al front de Macedònia, acompanyat per l'almirall Pavlos Koundouriotis (esquerra) i el general Maurice Sarrail (dreta)

Les Potències Centrals tenien en el front de Macedònia 12 divisions búlgares, organitzades en tres exèrcits: 11è Exèrcit alemany, i 1r Exèrcit i 2n Exèrcit búlgar. L'11è Exèrcit alemany estava compost en majoria per soldats búlgars, a més d'un nombre de batallons alemanys, tots ells equipats amb armament alemany.
A la darreria de maig, les tropes gregues amb el suport de les tropes franceses van llançar amb èxit un atac en la regió del curs del riu Skra. Aquesta victòria va reforçar la creença als caps militars de l'Entesa que l'exèrcit grec havia completat el procés de reorganització i que podia participar en qualsevol acció militar.
Els preparatius de l'ofensiva general dels exèrcits de l'Entesa van començar a l'agost de 1918. El comandament dels Aliats pretenia trencar el front a través d'un atac dels búlgars al llarg del front del riu Crna. El pla també preveia atacar directament Bítola, al llarg de la vall del riu Vàrdar i un atac contra les posicions fortificades búlgares al voltant del llac Dòiran. En el flanc dret, les divisions gregues tenien com a principal objectiu de detenir els efectius del 2n Exèrcit búlgar per a evitar que reforcessin els sectors on es duia a terme l'atac principal.
Les unitats sèrbies i gregues tenien el paper principal en l'atac planejat, i els francesos i britànics havien de proporcionar tot el suport necessari.

### L'ofensiva general aliada
Les operacions militars aliades van començar en el matí del 14 de setembre amb un fort atac d'artillera. Després finalitzar els bombardeigs sobre les posicions dels exèrcits búlgars, els Aliats van atacar. En el matí del 15 de setembre, dos divisions franceses i una sèrbia van atacar les posicions de la 2a i 3a Divisió búlgara a l'altura de Veternik i Dobro Pole. Aquella nit, el front búlgar va retrocedir 15 km, i els Aliats van capturar 3.000 presoners búlgars i 50 peces d'artilleria. Després d'aquest èxit, un exèrcit va atacar a cinc divisions sèrbies; hi va haver una sèrie de lluites violentes entre búlgars i serbis per a controlar diversos cims de muntanyes, però finalment els serbis van aconseguir assolir tots els seus objectius.

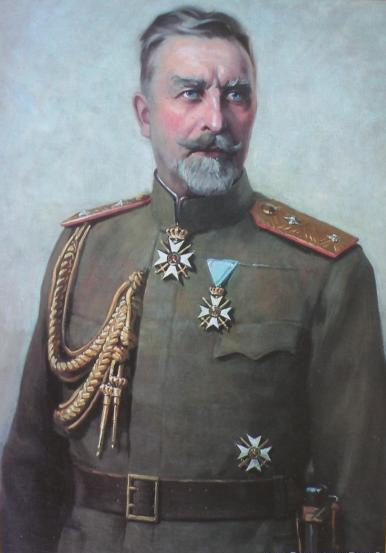
General Vladimir Vazov, comandant de les tropes búlgares a la regió del llac Dòiran

Les tropes franceses i gregues van conquerir les posicions búlgares de la muntanya Dzena. Els búlgars, al comandament del general Vladimir Vazov, van aconseguir resistir en la regió del llac Dòiran. Finalment, el 18 de setembre, l'obertura del front búlgars era de 25 km d'ample i 15 km de llarg. Les tropes aliades van aconseguir penetrar a les valls dels rius Vàrdar i Struma. En aquesta ofensiva, la cavalleria i l'aviació van prendre part activa.
El 20 de setembre, l'Entesa va aconseguir una obertura del front búlgar de 45 km de llarg i 40 km d'ample. Els alemanys van comprendre la situació que havia a Bulgària i van tractar d'alleujar la situació amb un atac a la regió de Niš, a Sèrbia. El 21 de setembre, els serbis, després d'haver traspassat les línies búlgares, van aconseguir ocupar totalment el riu Vàrdar, trencant la unió entre el 2n Exèrcit i l'11è Exèrcit búlgar.
El 26 de setembre, els serbis van ocupar la ciutat de Veles i les tropes britàniques van entrar a Bulgària, amenaçant d'atacar Sofia. L'exèrcit búlgar es va veure obligat a retirar tota la línia del front. En la majoria dels casos, les tropes búlgares es van veure obligades a retirar-se a correcuita,  abandonant a milers de ferits, l'artilleria, els combois amb subministraments i equipament militar. El front búlgar va quedar fortament fragmentat i la situació de l'11è Exèrcit va esdevenir crítica. Els comandants de l'11è Exèrcit búlgar-alemany va donar l'ordre de retirar-se i això va permetre als Aliats aïllar la resta de les tropes búlgares.
El 29 de setembre, els serbis van capturar la ciutat de Xtip i els francesos van encerclar a l'11è Exèrcit búlgar. En el mateix dia es va signar l'armistici entre l'Entesa i Bulgària. Algunes subunitats de l'11è Exèrcit no van fer cas de l'armistici i van continuar lluitant fins al 30 de setembre. Les tropes guanyadores van capturar al voltant de 500 peces d'artilleria, 10.000 cavalls i una gran quantitat de subministraments.

### La capitulació de Bulgària
Durant aquest període, l'exèrcit búlgar es va començar a desfer per una rebel·lió i el govern de Sofia va tractar de restablir l'ordre amb mesures de força. El 28 de setembre, uns 30.000 soldats es van negar a lluitar. El govern a Sofia, donada la situació desesperada de l'exèrcit, va fer tot el possible per a accelerar el procés de negociació per a la signatura d'un armistici.
L'armistici entre l'Entesa i Bulgària es va signar el 29 de setembre de 1918 a Tessalònica.
Els termes de l'armistici estipulaven la retirada immediata de les tropes búlgares de Sèrbia i Grècia, la desmobilització de l'exèrcit búlgar (a excepció de les unitats d'infanteria i cavalleria necessàries per preservar l'ordre al país) i el dret de lliure trànsit de les tropes aliades en territori búlgar.

### La finalització dels combats als Balcans
Després de la capitulació de Bulgària, les tropes de l'Entesa tenien el camí aclarit en Romania, sent una amenaça per als exèrcits de les Potències Centrals que es trobaven a la regió. Els Aliats van decidir envair el territori austrohongarès.
Les tropes sèrbies van continuar lluitant per l'alliberament del seu país. El 12 d'octubre, l'exèrcit serbi va alliberar Niš i van marxar triomfalment l'1 de novembre a Belgrad.
Dues divisions aliades (una francesa i una britànica) es van dirigir cap al Danubi, preparant-se per a travessar el riu per Russe i Svištov. Romania estava obligada pel Tractat de Bucarest amb les Potències Centrals a desmobilitzar l'exèrcit i quedar fora de la guerra; amb l'entrada de les tropes aliades a Romania, el govern del general Constantin Coanda va decretar la mobilització general i va declarar la guerra a l'Imperi Alemany.
Les tropes de l'Entesa van llançar una ofensiva contra les fronteres de l'Imperi Otomà, amenaçant de conquerir Istanbul.
L'11 de novembre de 1918, com que va ser abandonada pels seus aliats, Alemanya es va veure obligada a demanar l'armistici. Aquest acte va marcar la fi de la Primera Guerra Mundial.

## Conseqüències de la Primera Guerra Mundial en els Balcans
La Primera Guerra Mundial va ser un esdeveniment que va causar importants conseqüències per a tots els països de la península dels Balcans.

### Imperi Austrohongarès

Àustria-Hongria després de la Primera Guerra Mundial

Després d'alliberar el territori de Sèrbia, les tropes de l'Entesa estaven preparades per a la invasió d'Àustria-Hongria. En aquestes circumstàncies, el govern de Viena va demanar als Aliats de començar les negociacions de pau el 27 d'octubre. El 29 d'octubre, els austrohongaresos van acceptar totes les condicions de pau imposades per l'Entesa. Aquest fet va provocar la dissolució de l'aliança de les Potències Centrals.
Aquesta pau va provocar el col·lapse de l'Imperi austrohongarès. En els territoris del sud de l'imperi, territori poblat pels eslaus meridionals, l'Assemblea Nacional dels serbis, croats i eslovens va proclamar a Zagreb la creació de l'Estat dels Eslovens, Croats i Serbis.

### Albània

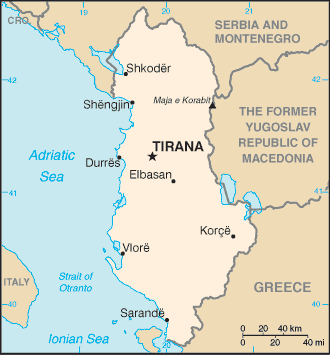
Albània

Encara que Albània va proclamar la seva neutralitat, les tropes gregues van entrar al país el 1914. A principis de 1915, van entrar al territori albanès les tropes de Sèrbia i Montenegro. Després de formar el front de Macedònia, les forces italianes van desembarcar a Albània i van lluitar contra els austrohungaresos en territori albanès durant tota la guerra.
El 1915, l'Entesa i Itàlia van signar un conveni secret que preveia l'eliminació d'Albània. Aquest conveni regulava la divisió d'Albània després de la guerra: la part nord seria incorporada a Sèrbia i Montenegro, els grecs ocuparien la part sud, i la part central es convertiria en un protectorat italià.
Després del final de la Primera Guerra Mundial, el poble albanès va començar a lluitar contra els exèrcits d'ocupació estrangers. La independència del país va ser restaurada el 1920, i després de dos anys, les tropes italianes i iugoslaves van ser expulsades definitivament del país.

### Bulgària

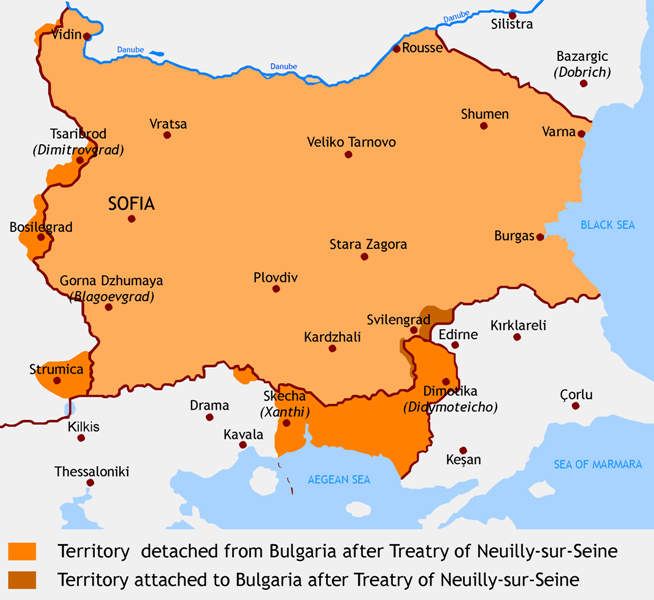
Bulgària després del Tractat de Neuilly-sur-Seine, 1919

Les ofensives aliades durant la tardor de 1918 i, en particular, el front de Macedònia van tenir conseqüències polítiques i estratègics molt importants, que van provocar la sortida de Bulgària de la guerra i de la capitulació de l'Imperi Otomà. El rei Ferran I de Bulgària va fugir del país. Després de l'armistici amb l'Entesa, Bulgària va esdevenir el primer país de les Potències Centrals que va sortir de la guerra.
El 27 de novembre de 1919 es va signar Tractat de Neuilly-sur-Seine. Bulgària va perdre prop de 11.000 km². El regne de Iugoslàvia va ocupar les ciutats d'aquesta regió: Dimitrovgrad, Strumica, Bosilegrad, etc. La regió de Dobrudja Meridional va ser ocupada per Romania. Tràcia va esdevenir part de Grècia i Bulgària va perdre l'accés a la mar Egea; Bulgària es va veure obligada a reduir les seves forces armades a un màxim de 20.000 persones, i la flota de 10 vaixells de guerra. A més, Bulgària es va veure obligada a pagar els danys ocasionats per la guerra: 2,25 milions de francs or durant 37 anys. A més, es va obligar a Bulgària a transferir una gran quantitat de productes a Grècia i Iugoslàvia en concepte de reparacions.
La derrota a la Primera Guerra Mundial va facilitar el desenvolupament d'idees revengistes en Bulgària. A conseqüència d'això, Bulgària s'uneix amb les potències de l'Eix durant la Segona Guerra Mundial.

### Grècia

L'expansió territorial de Grècia després de 1832

Grècia va entrar en la guerra del costat dels Aliats el 1917, conscient dels guanys territorials que tindria al costat dels vencedors. El territori grec es va veure poc afectat per la lluita. Les hostilitats van començar en territori grec el 1916, quan, tot i la neutralitat proclamada pel govern d'Atenes, els grecs van permetre als búlgars ocupar moltes regions frontereres. Davant del temor dels sentiments proalemanys de l'exèrcit i fins i tot de la població, l'Entesa va adoptar una sèrie de mesures per a obligar Grècia a unir-se amb ells i que van obtenir el resultat desitjat: Grècia va declarar la guerra a les Potències Centrals. Després del cessament de les hostilitats, Grècia es va retirar de la regió de Tràcia.
Després de la victòria en la guerra amb l'Imperi Otomà, els grecs es van animar amb la Megáli Idéa (Gran Idea) d'una Gran Grècia. Els grecoxipriotes van comptar amb el suport del govern grec amb l'intent d'unir Xipre amb Grècia, però els desacords amb Turquia van portar finalment a l'esclat de la guerra greco-turca de 1919 a 1922, on Grècia va ser derrotada. El Tractat de Sèvres va ser revisat per la signatura del Tractat de Lausana. Els somnis grecs de la creació de la «Magna Grècia» i d'ocupar Istanbul, el Bòsfor i els Dardanels es va desplomar. Després de la signatura del tractat de pau entre Grècia i Turquia, els dos països van acordar intercanviar poblacions el 1923.

### Romania

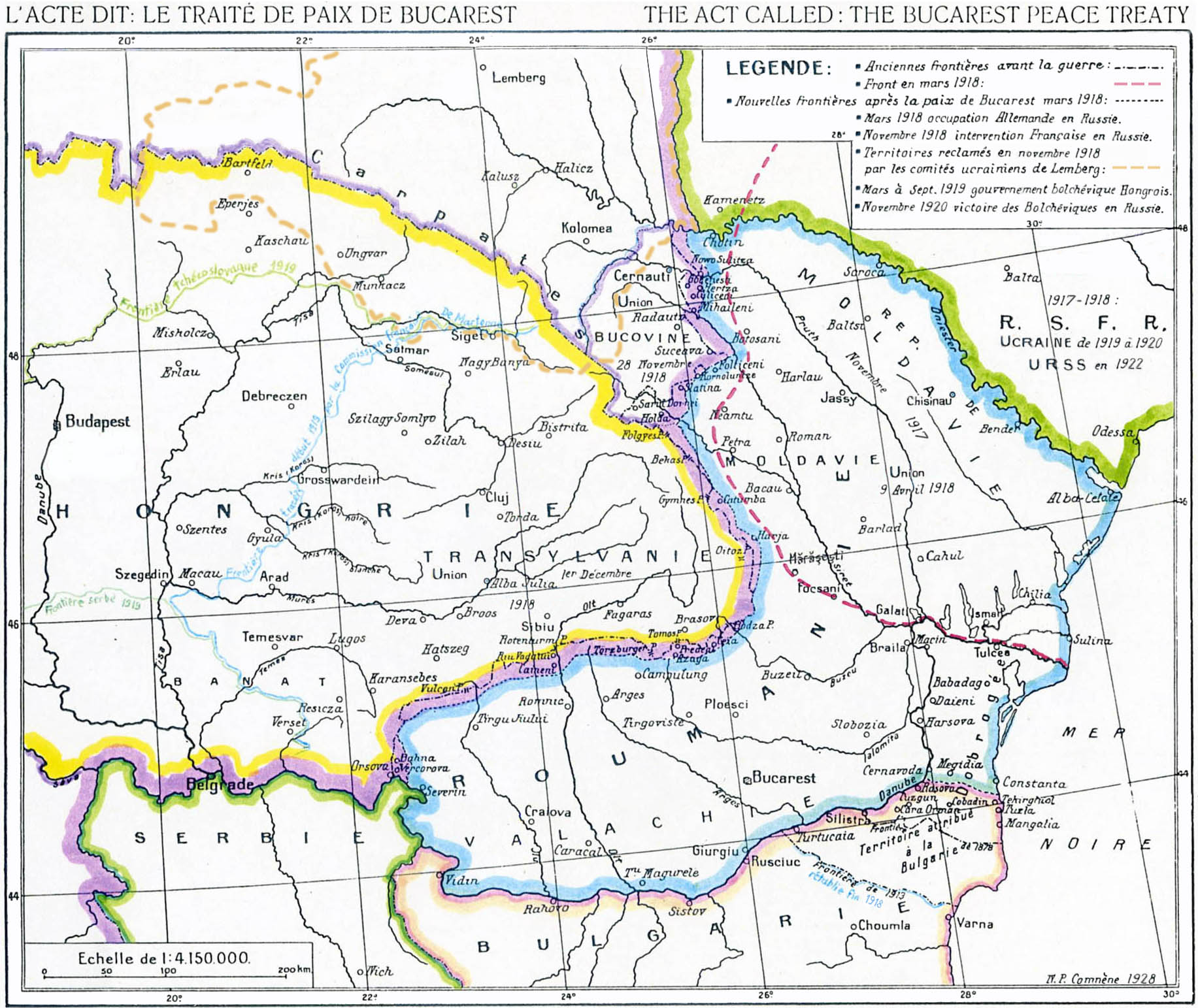
Romania després del Tractat de Bucarest, 1918

Després de la signatura del Tractat de Brest-Litovsk, Romania es va veure obligada a demanar la pau i signar un tractat de pau desavantatjós amb les Potències Centrals. Per tant, Romania va perdre regions frontereres molt importants estratègicament i econòmicament. Romania va perdre 18.000 km² al llarg de la frontera amb Àustria-Hongria, Dobrudja Meridional i part de Dobrogea al sud de la via fèrria de Bucarest - Constanța. A més, Bulgària podia explotar tot Dobrogea fins al final de la guerra. Les Potències Centrals van ocupar territori romanès (Valàquia i altres regions més petites) i es va mantenir sota control dels conqueridors fins al final de la guerra. El Cos Expedicionari francès es va veure obligat a abandonar el país, però no tenia el permís per sortir de Romania. A més, Romania es va veure obligat a acceptar el trànsit de tropes de les Potències Centrals.
Després de la batalla de Dobro Polo, que va portar la ruptura del front l'exèrcit búlgar, Romania va decidir remobilitzar l'exèrcit i va tornar a entrar a la guerra al costat de l'Entesa. El final de la guerra amb la victòria de l'Entesa va portar la unitat nacional de Romania: la unió de Bessaràbia, Bucovina, Banat i Transsilvània amb Romania. A més, Romania va recuperar el control de Dobrudja Meridional.

### Sèrbia
El 1917, en l'illa de Corfú es va signar un acord entre el Govern serbi i el Comitè Iugoslau per a l'associació de Sèrbia, Montenegro i territoris austrohongaresos habitats per eslaus meridionals per a formar un nou estat independent, el Regne de Iugoslàvia. El nou regne seria un estat on es garantia la igualtat dels pobles constituents: serbis, croats i eslovens. El cap del nou estat seria rei serbi, membre de la dinastia Karađorđević.
A l'octubre de 1918, les forces sèrbies van trencar el front búlgar i van aconseguir alliberar el territori nacional de l'ocupació de les forces de les Potències Centrals. Mentrestant, en Zagreb es va proclamar l'Estat dels Eslovens, Croats i Serbis.
L'1 de desembre de 1918, es va crear el Regne dels Serbis, Croats i Eslovens, arran de la integració de l'Estat dels Eslovens, Croates i Serbis amb el Regne de Sèrbia (que acabava d'annexionar el Regne de Montenegro). El 1929, el Regne dels Serbis, Croats i Eslovens va canviar el nom pel de Regne de Iugoslàvia.

### Montenegro
Regne de Montenegro es va veure obligat a cessar les seves operacions militars el 1916, quan les tropes austrohongareses van ocupar tot el país. El gener de 1916, després que els austrohongaresos ocupessin la capital, Cetinje, Montenegro i delegacions austrohongareses van negociar la capitulació de l'exèrcit de Montenegro. Els montenegrins es van veure obligats a acceptar les dures condicions per a la pau. El rei Nicolau I de Montenegro va signar un decret de desmobilització de l'exèrcit i va fugir a Itàlia. Unes 3.000 persones, les últimes tropes montenegrines, van ser fetes presoneres per Àustria-Hongria.
Montenegro es va comprometre amb la Declaració de Corfú per a formar part del Regne de Iugoslàvia. El 26 de novembre de 1918, després de l'alliberament del país de l'ocupació austrohongaresa, Montenegro es va convertir oficialment en part de Sèrbia. El rei Nicolau I es va oposar durant uns anys a la unió amb Sèrbia, tractant de restaurar la independència del país.

### Les pèrdues humanes i materials
Les batalles de la Campanya dels Balcans van afectar els territoris de Sèrbia, Montenegro, Grècia, Bulgària i Albània.
Sèrbia va ser el país que va patir la major part de les pèrdues i destrucció durant els combats en els Balcans. El país va ser devastat i l'economia va entrar en declivi. Els patiments dels serbis van començar a la tardor de 1914. Com que tots els homes estaven en l'exèrcit, les collites de la tardor es van retardar o no es van fer, causant una crisi alimentària; el preu del pa va augmentar de forma exponencial a les ciutats. La situació va empitjorar i a causa de l'onada de refugiats. L'economia de Sèrbia va quedar gairebé destruïda i l'activitat industrial del país es va reduir gairebé a la meitat. Montenegro estava en una situació similar.
Les autoritats búlgares esperaven que Sèrbia fos derrotada ràpidament. Després d'obrir el front de Macedònia, l'economia búlgara va patir una gran pressió. Al principi, a causa de l'important suport d'Alemanya, l'economia búlgara no va ser afectada, però Bulgària no era capaç de suportar econòmicament una de guerra de llarga durada. El 1918, el país era pobre i la població, a la vora de la pobresa causada per una llarga guerra de desgast, volia la pau. Hi va haver dos intents de cop d'Estat, i els partits d'esquerra es van tornar cada vegada més populars i van guanyar molts adeptes i simpatitzants, principalment per la propaganda contra la guerra i de la Unió Nacional Agrària Búlgara del Partit Comunista Búlgar. Després de la guerra, Bulgària es va veure obligada a pagar indemnitzacions amb diners i béns.

### Els refugiats i les atrocitats contra la població civil
La major part de les víctimes de la Campanya dels Balcans eren serbis i montenegrins.
Durant els combats, centenars de milers de civils van ser assassinats, o van fugir i van perdre totes les seves pertinences. Els primers crims contra els civils van ocórrer durant l'ofensiva a Sèrbia, a l'agost de 1914. Els soldats austrohongaresos es va lliurar als saquejos i a la violència contra els civils serbis.

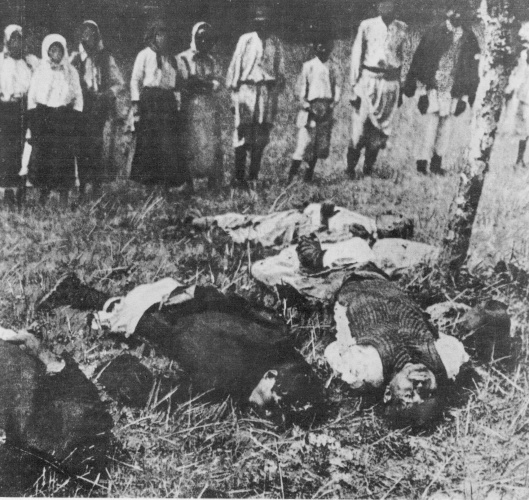
Nois serbis assassinat als ulls de les seves mares per soldats austrohongaresos

Després de l'inici de l'ofensiva austrohongaresa-alemanya a la tardor de 1915, els civils serbis es van retirar amb l'exèrcit, per temor a la crueltat dels atacants que van realitzar a l'any anterior. Els primers que van fugir van ser els residents de la capital, Belgrad, seguits pels de les ciutats i pobles més petits. La retirada de les columnes de l'exèrcit serbi eren columnes mixtes de militars i refugiats. Prop de 250.000 persones es van retirar amb l'exèrcit en condicions difícils, seguits de prop per l'avantguarda austrohongaresa-alemanya. Els refugiats van patir fam, el tifus, o van morir durant els bombardeigs d'artilleria i atacs aeris. A diferència de les tropes alemanyes i austrohongareses, els búlgars van evitar l'ús de les armes contra la població civil.
Un periodista alemany present a l'ofensiva va escriure: 
| « | La sang del príncep hereu, que va morir com un màrtir, es renta amb els rius de sang sèrbia. Estem sent testimonis d'un esdeveniment històric solemne. En les trinxeres al llarg de les carreteres i en les terres en guaret, a tot arreu veiem cossos escampats per terra, vestits amb robes de pagesos o uniformes militars. Aquí jeuen dones i nens amb cares crispades. Van ser assassinats o van morir de fam o de tifus? Probablement no és el primer dia que estan aquí perquè les seves cares ja estan desfigurades per les mossegades dels animals salvatges, i els seus ulls han sigut menjats pels corbs. | » |

Els Aliats van aconseguir evacuar uns 150.000 civils serbis a Corfú. Fins i tot en aquest cas, els refugiats van seguir morint de malalties o de fam, deixant 10.000 orfes al final de la guerra .
Els partisans serbis i montenegrins van dur una lluita ininterrompuda contra les tropes d'ocupació. Els civils que van romandre al país es van rebel·lar diverses vegades contra les forces estrangeres. Durant l'ofensiva dels Aliats contra les forces de les Potències Centrals, els civils serbis van participar activament en la lluita i en la persecució de l'enemic.

### Les desercions i rebel·lions de soldats
Després de l'esclat de la guerra, es van produir freqüents desercions en l'exèrcit austrohongarès en els Balcans. Durant la campanya de 1914, 35.000 soldats eslaus (serbis, croats, txecs, eslovens, eslovacs) van desertar de l'exèrcit austrohongarès. Un gran nombre d'ells es van unir a les files de les tropes sèrbies, i més tard van lluitar contra les forces de les Potències Centrals.
Aquest problema també existia en l'exèrcit serbi. Els macedonis, que van ser obligats a lluitar amb els serbis, van tractar d'escapar del reclutament, i un cop allistats, van preferir desertar o rendir-se. A causa d'això, el comandant serbi va intentar enviar els macedonis a la rereguarda del front. 
Després de la formació del front de Macedònia, va aparèixer el fenomen de fraternització entre els soldats russos (Aliats) i búlgars (Potències Centrals).
Entre els soldats del Cos Expedicionari Francès es van manifestar protestes el 1917. Després de la derrota dels francesos en el front Occidental en la batalla de Nivelle, els soldats francesos desplegats als Balcans van instar un alto el foc. Els caps de les forces franceses als Balcans van ofegar tot moviment revolucionari o pacifista entre les tropes sota les seves ordres.
La rebel·lió més important de soldats del front dels Balcans va ser la de l'exèrcit búlgar, que es va fer per a posar fi a la lluita en aquest front. Els soldats búlgars, esgotats per una llarga guerra de desgast, es van rebel·lar i van exigir un armistici. El 28 de setembre de 1918, uns 30.000 soldats es van rebel·lar. Alguns rebels van marxar a Sofia, provocant el pànic i el caos a la capital. Per aturar aquest moviment, el govern búlgar va rebre l'ajuda dels seus aliats alemanys mitjançant l'enviament de la 127a Divisió d'Infanteria. Els soldats lleials al Govern de Bulgària junt amb els alemanys van aconseguir posar fi a la rebel·lió. No obstant això, la situació va seguir sent crítica i, en aquell mateix dia, Bulgària es va veure obligada a iniciar les converses de pau.

### Baixes
En la campanya dels Balcans, Sèrbia va patir les majors pèrdues. Les pèrdues totals (militars i civils) van ascendir a 1,5 milions de persones, que representa el 33% de la població (o 60% de la població masculina), dels quals, les pèrdues militars van ascendir a 402.435 soldats. Les pèrdues militars de Montenegro van ascendir a 15.000 morts, ferits o capturats. El nombre total de pèrdues (civils i militars) sofertes per Montenegro va ser de 35.000. Les forces expedicionàries britàniques van perdre prop de 5.000 soldats en els Balcans. L'exèrcit grec perdre uns 9.000 homes.
L'exèrcit de Bulgària va perdre 87.500 homes (morts, ferits i presoners) i la pèrdua de l'exèrcit austrohongarès en la campanya dels Balcans va ser d'uns 295.000 soldats.

## En la cultura popular

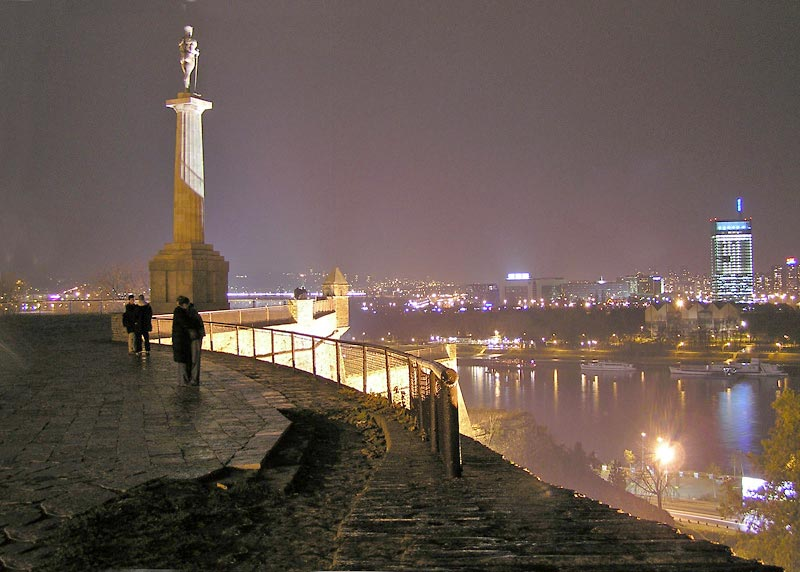
Monument de la Victòria, dedicat en honor de la victòria en el Front de Macedònia (Belgrad)

Les primeres obres dedicades a la Primera Guerra Mundial en els Balcans van començar a aparèixer poc després del començament de les hostilitats. Inclou un poema publicat al «Slovenul» a Ljubljana el 27 de juliol de 1914, escrit pel nacionalista eslovè Marco Natlachena, titulat «Srbe na vrbe!» (Pengeu els serbis!) en venjança per l'assassinat de l'arxiduc Ferran.
Des del començament de la guerra, Jock Bogdanovici, de Belgrad, va començar a filmar les primeres operacions en els Balcans. No obstant això, després que el territori serbi va ser ocupat, l'estudi de filmació va deixar de funcionar completament. Tota la lluita dels serbis entre 1915-1916 va ser coberta per un curtmetratge, filmat per càmeres estrangeres.

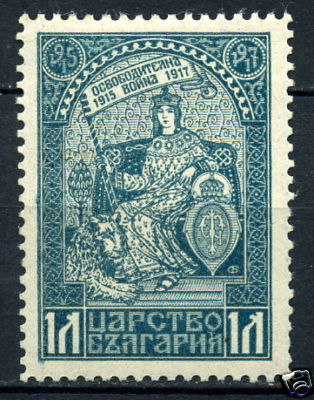
Segell búlgar dedicat a la participació búlgara en la Primera Guerra Mundial

En 2009, el director serbi Srdjan Dragoevici va dirigir «Sf. Gheorghe doborând balaurul» (Sant Jordi mata al drac). La pel·lícula va esdevenir una de les pel·lícules més cares produïdes en Sèrbia, amb un pressupost d'uns 5 milions de dòlars. La pel·lícula es desenvolupa en un poble de Sèrbia en el període comprès entre la Primera Guerra dels Balcans i la Primera Guerra Mundial.
Després de la retirada de l'exèrcit serbi el 1915 i l'ocupació de Sèrbia per les tropes de les Potències Centrals, una cançó coneguda pel nom de «Tamo daleko» (Allà lluny) va arribar a ser molt popular. En la cançó, els soldats serbis cantaven sobre el su poble destruït, l'església on es van casar, la retirada dolorosa i la pèrdua de molts companys. Posteriorment, la cançó es va fer molt popular en Sèrbia, sobretot pels emigrants serbis que van fugir del país després de la Segona Guerra Mundial.
En Bulgària, la Primera Guerra Mundial va ser vista com una guerra d'alliberament perquè es pensava que l'exèrcit búlgar lluitava pel territori històric búlgar, la llar de molts búlgars. Després que la regió de Macedònia fos ocupada per les tropes búlgares el 1915, el govern búlgar va tractar de «bulgaritzar» la població local. Per a aquest propòsit, es van involucrar les figures literàries de Bulgària. El 1916, el poeta búlgar Ivan Vazov va publicar una col·lecció de poemes titulats «Cançons de Macedònia». Les autoritats búlgares van utilitzar aquests versos com a mitjà de lluita ideològica contra els serbis. No obstant això, les obres de Vazov van ser posteriorment condemnades.